# Coldplay
Coldplay es una banda de rock británica formada en Londres en 1997. Está compuesta por el vocalista y pianista Chris Martin, el guitarrista Jonny Buckland, el bajista Guy Berryman, el baterista y percusionista Will Champion y el mánager Phil Harvey. Son conocidos por sus presentaciones en vivo y su impacto en la cultura popular a través de su música, su defensa y sus logros.
Los miembros de la banda se conocieron inicialmente en el University College de Londres, llamándose Big Fat Noises y cambiando a Starfish antes de su nombre definitivo. Tras lanzar el álbum de larga duración Safety (1998) de forma independiente, firmaron con Parlophone en 1999 y publicaron su disco debut, Parachutes (2000), que incluía el sencillo revolucionario «Yellow». Recibió un premio Brit al Álbum Británico del Año y un premio Grammy al Mejor Álbum de Música Alternativa. El siguiente álbum del grupo, A Rush of Blood to the Head (2002), obtuvo los mismos galardones. X&Y (2005) completó lo que consideraban una trilogía. Su sucesor, Viva la Vida or Death and All His Friends (2008), recibió un premio Grammy al Mejor Álbum de Rock. Ambos discos encabezaron las listas de éxitos en más de 30 países y se convirtieron en los más vendidos de sus respectivos años a nivel mundial. La canción principal de Viva la Vida también fue la primera canción de músicos británicos en alcanzar el número uno en Estados Unidos y el Reino Unido simultáneamente en el siglo XXI.
Coldplay amplió aún más su repertorio en álbumes posteriores, con Mylo Xyloto (2011), Ghost Stories (2014), A Head Full of Dreams (2015), Everyday Life (2019), Music of the Spheres (2021) y Moon Music (2024), que abarcan géneros como la electrónica, el R&B, el ambient, el disco, el funk, el gospel, el blues y el rock progresivo. Otras iniciativas del grupo incluyen la filantropía, la política y el activismo, apoyando numerosos proyectos humanitarios y donando el 10 % de sus beneficios a organizaciones benéficas. En 2018, con motivo de su 20.º aniversario, se estrenó una película que abarca toda su carrera, dirigida por Mat Whitecross.
Con más de 100 millones de álbumes vendidos en todo el mundo, Coldplay es el acto más exitoso del siglo XXI y uno de los actos musicales más vendidos de todos los tiempos. También son el primer grupo en la historia de Spotify en alcanzar los 90 millones de oyentes mensuales. Fuse los incluyó entre los artistas más premiados, lo que incluye el récord de más premios Brit Awards ganados por una banda. En el Reino Unido, tienen tres de los 50 álbumes más vendidos y la mayor cantidad de números uno en la UK Albums Chart sin estar entre los primeros —10—, y la distinción de grupo más escuchado del siglo XXI. En 2021, «My Universe» fue la primera canción de un grupo británico en debutar en la cima del Billboard Hot 100. Coldplay tiene dos de las giras más taquilleras de todos los tiempos y las más concurridas. La Industria Fonográfica Británica los calificó como uno de los grupos más influyentes y pioneros del mundo, mientras que el Salón de la Fama del Rock and Roll añadió A Rush of Blood to the Head a la lista de los 200 Álbumes Definitivos y «Yellow» a la exposición Canciones que moldearon el Rock and Roll. En 2023, el grupo apareció en la primera edición del ranking Time 100 Climate. A pesar de su popularidad, se les considera iconos culturales polarizadores.

## Historia

### 1996-1999: formación y primeros años
Chris Martin y Jonny Buckland se conocieron durante su semana de orientación en el University College London, en septiembre de 1996. La pareja comenzó a escribir sus primeras canciones juntas a finales de 1996 y practicaban todas las noches. Guy Berryman fue el tercer miembro en unirse a la banda en los meses siguientes y grabaron varios demos sin baterista, llamándose a sí mismos Starfish en noviembre. En 1997, Will Champion completó la formación de Starfish. Explicó que Chris Martin, Jonny Buckland y Guy Berryman habían ido a su casa porque un compañero de cuarto tenía una batería y era un buen baterista, pero no había aparecido, «así que dije que lo intentaría».
Champion programó la primera presentación en vivo de la banda solo unos días después de formar parte de ella. Aún no habían elegido un nombre propio y se llamaron Starfish para el espectáculo, que se llevó a cabo el 16 de enero de 1998 en The Laurel Tree, en Camden. Semanas más tarde, la banda se decidió por el nombre Coldplay. En mayo se lanzó Safety, una obra extendida independiente financiada por el amigo de toda la vida de Martin, Phil Harvey. De las 500 copias impresas, 150 fueron al mercado abierto. Harvey vendió el primero a su compañero de habitación por 3 libras esterlinas y el resto se regaló a sellos discográficos.
Cuando Martin se quejó del «control casi vicioso» que uno de los promotores de Camden tenía sobre la banda, Harvey sugirió que el grupo debería reservar su propio concierto en Dingwalls, donde lograron vender 50 copias de Safety. A partir de este momento se considera que Harvey comenzó a ejercer de mánager de Coldplay y luego abandonó su título de Estudios Clásicos en Trinity College, Oxford para trabajar. Se programaron más conciertos durante el verano, incluidos dos con Keane. Una vez, Martin invitó a Tim Rice-Oxley a ser el teclista de Coldplay, pero «cuando volvimos a discutirlo un par de semanas después, dijo que el resto de la banda no estaba interesado en incorporar un miembro». En septiembre de 1998, formaron parte de la exhibición In the City de Mánchester y fueron descubiertos por el cazatalentos de A&R Debs Wild. A Safety le siguió una maqueta en casete con «Ode to Deodorant» y «Brothers & Sisters».
Wild informó a Caroline Elleray de BMG Publishing y al abogado musical Gavin Maude sobre la banda. El primero habló con Dan Keeling en Parlophone pero él ya los había dejado pasar. Mientras tanto, este último habló con Simon Williams de Fierce Panda Records, quien a su vez le dijo a Steve Lamacq de BBC Radio. El 3 de enero de 1999, Coldplay se convirtió en el primer acto sin firma en invitar a la sesión vespertina de Lamacq. Un mes más tarde, hicieron un breve contrato con Fierce Panda y volvieron a grabar «Brothers & Sisters». Otros seis sellos ofrecieron un contrato a medida que crecía la popularidad de la banda, pero querían Parlophone, lo que llevó a Elleray a ponerse en contacto con Keeling una vez más. Cambió de opinión y el trato se firmó en Trafalgar Square en abril de 1999, el mismo mes en el que se lanzó «Brothers & Sisters» como sencillo. Los días siguientes se dedicaron a estudiar para los exámenes finales en UCL.
El 27 de junio de 1999, Coldplay hizo su primera aparición en el Festival de Glastonbury en la New Bands Tent. Más tarde grabaron The Blue Room, que tuvo 5 000 copias impresas y vendidas al público. Sus sesiones originalmente estaban pensadas para Parachutes (2000), pero terminaron volviéndose tumultuosas, ya que Martin y Champion tuvieron discusiones acaloradas sobre las habilidades de este último como baterista: «Tres días después, el resto de nosotros nos sentíamos miserables, [...] le pedimos que volviera. Me hicieron tomar mucho vodka y jugo de arándanos en recuerdo de lo desagradable que estaba resultando trabajar conmigo». Después de resolver sus diferencias, la banda comenzó a trabajar como una democracia, estableció un nuevo conjunto de reglas y declaró que cualquier persona que usara drogas duras sería expulsada del grupo de inmediato, una decisión inspirada en normas de R.E.M. y U2.

### 2000-2001:Parachutes
La banda primero planeó grabar su álbum debut, Parachutes, en el lapso de dos semanas. Sin embargo, debido a giras y otras presentaciones en vivo, la grabación se llevó a cabo entre septiembre de 1999 y abril-mayo de 2000. El álbum se grabó en Rockfield Studios, Matrix Studios y Wessex Sound Studios con el productor Ken Nelson, aunque la mayoría de las pistas de Parachutes se grabaron en Parr Street Studios, Liverpool —donde utilizaron tres salas de estudio—. El ingeniero estadounidense Michael Brauer en Nueva York mezcló todas las canciones del álbum. Durante ese tiempo tocaron en el Carling Tour, que mostró actos prometedores.

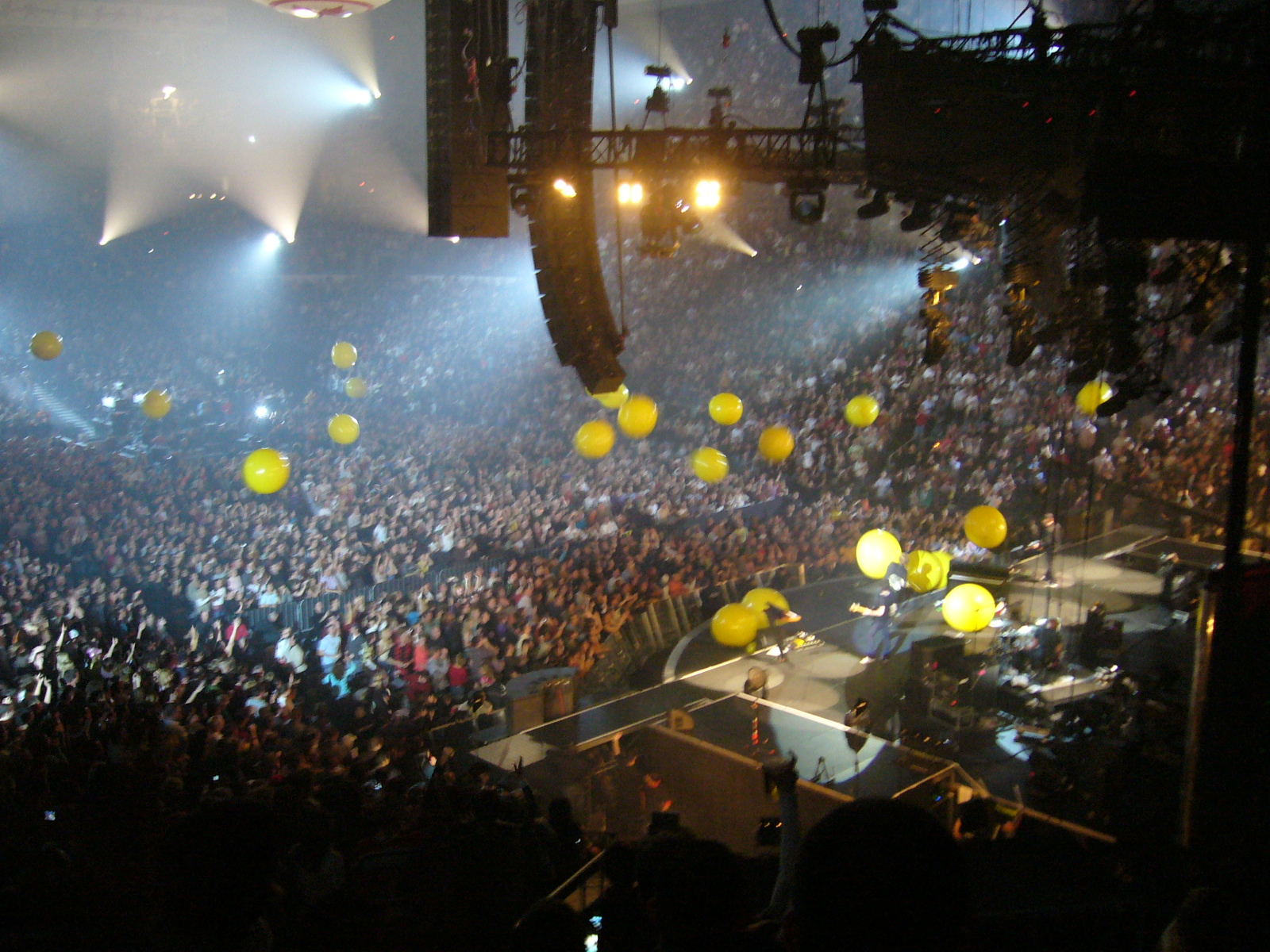
Coldplay interpretando «Yellow», su gran éxito, del álbum debut de la banda de 2000 Parachutes, en 2005

Después de lanzar dos EP sin una canción exitosa, Coldplay tuvo su primer éxito en el Top 40 con el sencillo principal de Parachutes, «Shiver», lanzado en marzo de 2000, la misma semana que Coldplay tocó en The Forum ubicado en Tunbridge Wells apoyando a la banda Terris como parte del NME Premier Tour. «Shiver» alcanzó su punto máximo en la posición número 35 en la UK Singles Chart. En junio de 2000 fue un momento crucial en la historia de Coldplay: la banda se embarcó en su primera gira como cabezas de cartel, incluida una actuación en el Festival de Glastonbury. La banda también lanzó el sencillo «Yellow»; fue el primer lanzamiento de Coldplay en alcanzar los cinco primeros y subió al número cuatro en la UK Singles Chart. El video musical minimalista de «Yellow» se filmó en Studland Bay, Dorset y presentaba a Martin cantando la canción en una toma continua mientras caminaba por la playa. «Yellow» y «Shiver» se lanzaron inicialmente como EP en la primavera de 2000. El primero se lanzó más tarde como sencillo en el Reino Unido el 26 de junio de 2000. En los Estados Unidos, la canción publicada, como el sencillo principal del álbum debut, no tenía título. En octubre de 2000, la pista se envió a las universidades estadounidenses y a las emisoras de radio alternativas.
Coldplay lanzó Parachutes el 10 de julio de 2000 en el Reino Unido a través de su sello discográfico, Parlophone. El álbum debutó en el número uno en la lista de álbumes del Reino Unido. Fue lanzado el 7 de noviembre de 2000 por el sello discográfico Nettwerk en América del Norte. El álbum ha estado disponible en varios formatos desde su lanzamiento inicial; tanto Parlophone como Nettwerk lo lanzaron como CD en 2000, y también fue lanzado como casete por el sello estadounidense Capitol en 2001. Al año siguiente, Parlophone publicó el álbum como LP. Se lanzaron cuatro sencillos de Parachutes, incluidos «Shiver» y «Yellow», y disfrutaron de la popularidad en el Reino Unido y EE. UU. El tercer sencillo fue «Trouble», que alcanzó el número 10 en las listas del Reino Unido. Fue lanzado más de un año después en los EE. UU. y alcanzó el puesto 28 en la lista de Alternative Songs. En diciembre de 2001, la banda lanzó un CD de edición limitada, Mince Spies, con un remix de «Yellow» y la canción navideña «Have Yourself a Merry Little Christmas». Se imprimieron 1 000 copias y fue emitido solo para fanáticos y periodistas.
Parachutes fue nominado para el Mercury Music Prize en septiembre de 2000. Habiendo encontrado el éxito en Europa, la banda fijó su mirada en América del Norte, al lanzar el álbum allí en noviembre de 2000, y comenzó el US Club Tour en febrero de 2001. En los Brit Awards de 2001 en febrero, Coldplay ganó premios por Mejor Grupo Británico y Mejor Álbum Británico. Aunque Parachutes fue un éxito lento en los Estados Unidos, finalmente alcanzó el estatus de doble platino. El álbum fue bien recibido por la crítica y obtuvo el premio al Mejor Álbum de Música Alternativa en los Premios Grammy de 2002. Chris Martin dijo después del lanzamiento de Parachutes que el éxito del álbum estaba destinado a elevar el estatus de la banda a «la mejor y más grande banda del mundo». Después de dirigir la banda él solo hasta principios de 2001, Harvey renunció debido al estrés de tener que realizar tareas que normalmente requieren un equipo de personas. Se convirtió en el director creativo del grupo y, a menudo, se lo menciona como su quinto miembro; Dave Holmes lo reemplazó como gerente.

### 2002-2004:A Rush of Blood to the Head
Después del éxito de Parachutes, Coldplay volvió al estudio en septiembre de 2001 para comenzar a trabajar en su segundo álbum, A Rush of Blood to the Head, una vez más con la producción de Ken Nelson. Tuvieron problemas para concentrarse en Londres y decidieron mudarse a Liverpool, donde grabaron algunas de las canciones en Parachutes. Una vez allí, el vocalista Chris Martin dijo que se obsesionaron con la grabación. «In My Place» fue la primera canción grabada para el álbum. La banda lo lanzó como el sencillo principal del álbum porque fue la pista que les hizo querer grabar un segundo álbum, luego de un «período extraño de no saber realmente lo que estábamos haciendo» tres meses después del éxito de Parachutes. Según Martin, «una cosa nos mantuvo en marcha: grabar “In My Place”. Luego empezaron a llegar otras canciones».
La banda escribió más de veinte canciones para el álbum. Parte de su nuevo material, incluidos «In My Place» y «Animals», se tocó en vivo mientras la banda todavía estaba de gira con Parachutes. El título del álbum fue revelado a través de una publicación en el sitio web oficial de la banda. El álbum fue lanzado en agosto de 2002 y generó varios sencillos populares, incluidos «In My Place», «Clocks» y la balada «The Scientist». Este último se inspiró en «All Things Must Pass» de George Harrison, que se estrenó en 1970.

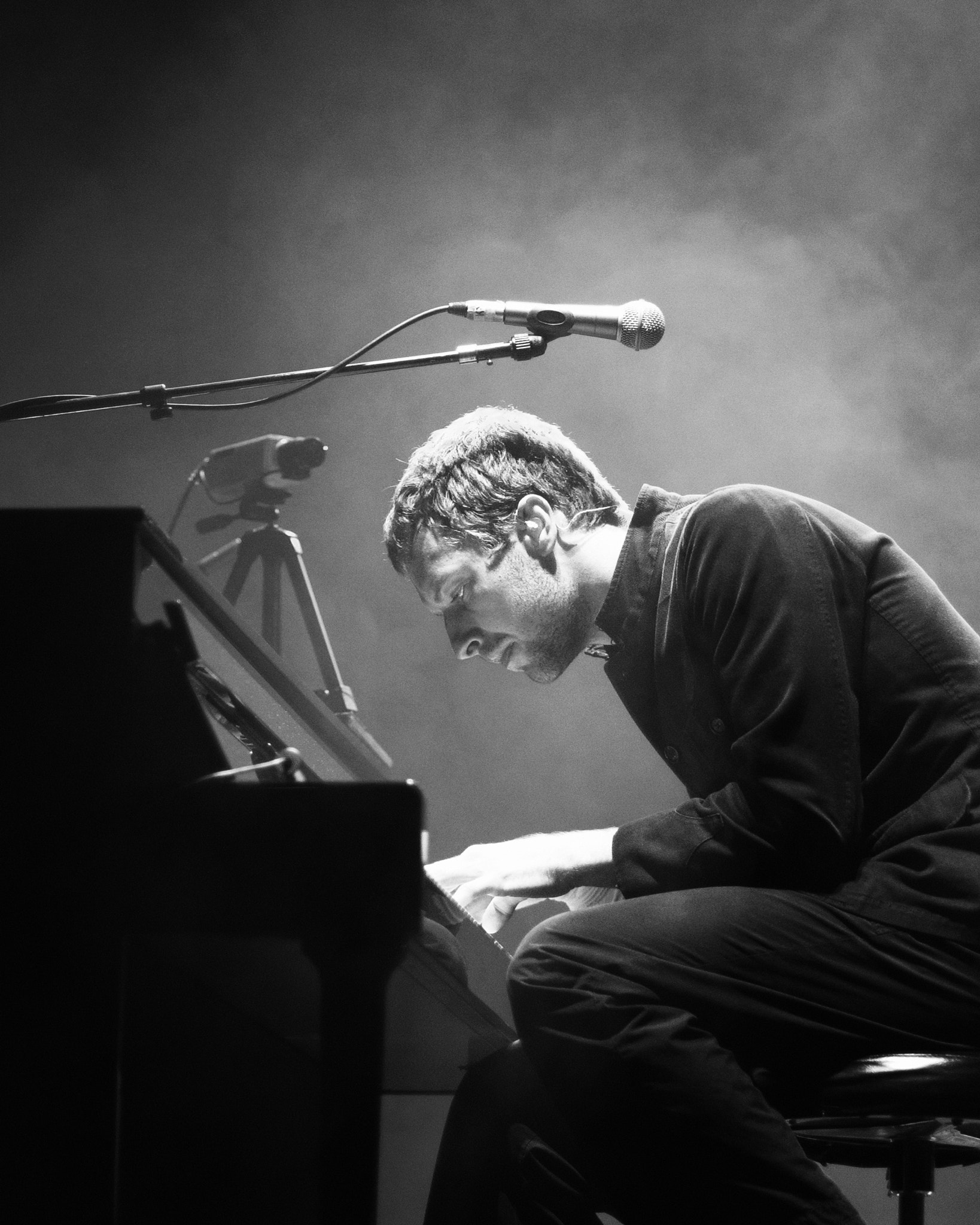
Martin presentándose con Coldplay en 2002

Coldplay realizó una gira desde el 19 de junio de 2002 hasta el 8 de septiembre de 2003 para la gira A Rush of Blood to the Head Tour. Visitaron cinco continentes, incluidas las fechas del festival coestelar en el Festival de Glastonbury, V2003 y Rock Werchter. Muchos conciertos exhibieron luces elaboradas y pantallas individualizadas que recuerdan al Elevation Tour de U2 y al Fragility Tour de Nine Inch Nails. Durante la gira extendida, Coldplay grabó un DVD y un CD en vivo, Live 2003, en el Hordern Pavilion de Sídney. En los Brit Awards de 2003 celebrados en Earls Court, Londres, Coldplay recibió premios al Mejor Grupo Británico y al Mejor Álbum Británico. El 28 de agosto de 2003, Coldplay interpretó «The Scientist» en los MTV Video Music Awards de 2003 en el Radio City Music Hall de la ciudad de Nueva York y ganó tres premios.
En diciembre de 2003, los lectores de la revista Rolling Stone eligieron a Coldplay como el mejor artista y la mejor banda del año. En ese momento, la banda hizo una versión de la canción «2000 Miles» de Pretenders de 1983 —que estaba disponible para descargar en su sitio web oficial—. «2000 Miles» fue la descarga más vendida en el Reino Unido ese año, y las ganancias de las ventas se donaron a las campañas Future Forests y Stop Handgun Violence. A Rush of Blood to the Head ganó el premio Grammy al Mejor Álbum de Música Alternativa en los Premios Grammy de 2003. En los premios Grammy de 2004, Coldplay obtuvo el premio a Grabación del año por «Clocks».

### 2005-2007:X&Y

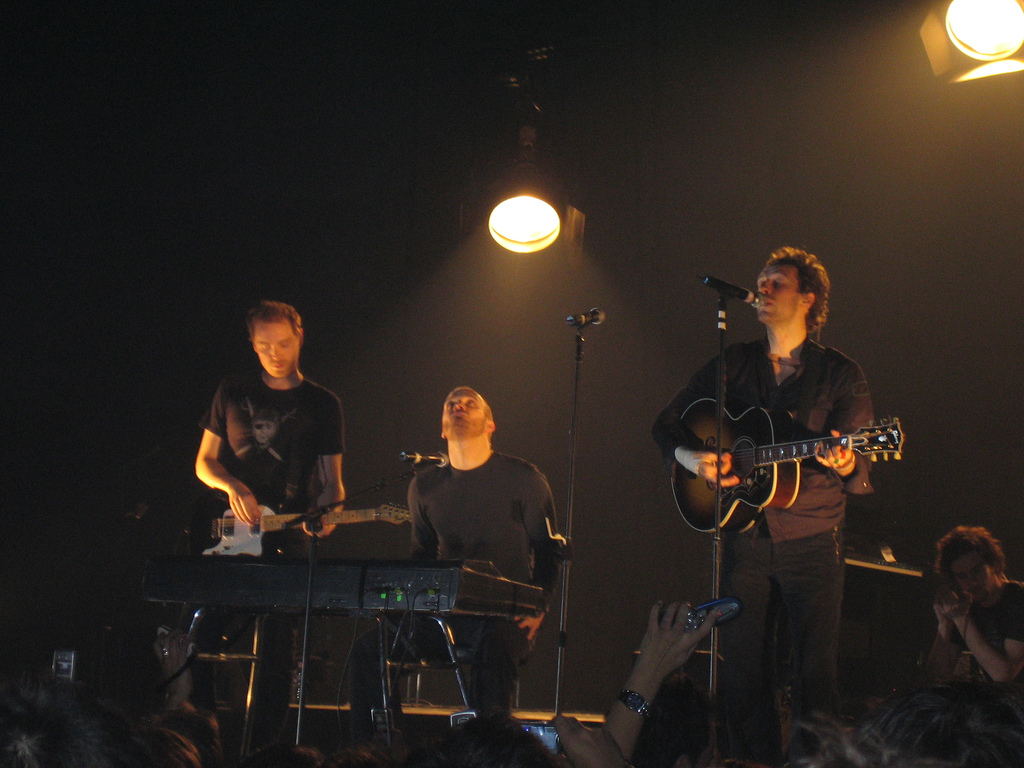
Coldplay durante un concierto en Barcelona el 20 de noviembre de 2005

Coldplay pasó la mayor parte de 2004 fuera del centro de atención, tomándose un descanso de las giras y lanzando un video musical satírico de una canción de una banda ficticia titulada The Nappies mientras grababan su tercer álbum, X&Y, lanzado en junio de 2005 en el Reino Unido y Europa. Esta nueva fecha de lanzamiento retrasada había puesto el álbum de nuevo en el próximo año fiscal, y se culpó al lanzamiento tardío por una caída en las acciones de EMI. Se convirtió en el álbum más vendido de 2005 con ventas mundiales de 8,3 millones. El sencillo principal, «Speed of Sound», hizo su debut en la radio y en la tienda de música en línea el 18 de abril y fue lanzado como CD el 23 de mayo de 2005. X&Y ingresó a las listas de álbumes de 20 países en la posición número uno y fue el tercer álbum más vendido en la historia de las listas del Reino Unido.
Ese año se lanzaron otros dos sencillos: «Fix You» en septiembre y «Talk» en diciembre. La reacción de la crítica a X&Y fue en su mayoría positiva, aunque un poco menos entusiasta que la de su predecesor. El crítico del New York Times, Jon Pareles, describió infamemente a Coldplay como «la banda más insufrible de la década», mientras que NME otorgó el álbum 9/10 llamándolo «Confiado, audaz, ambicioso, lleno de sencillos e imposible de contener, X&Y no reinventa la rueda pero sí refuerza a Coldplay como la banda de su tiempo». Las comparaciones entre Coldplay y U2 se volvieron comunes. Martin dijo que la revisión crítica del álbum por parte del New York Times lo hizo sentir liberado ya que «estuvo de acuerdo con muchos de los puntos», y agregó que «en cierto modo, fue liberador ver que alguien más se dio cuenta de eso también».
Desde junio de 2005 hasta marzo de 2007, Coldplay realizó su Twisted Logic Tour, que incluyó festivales como Coachella, Isle of Wight Festival, Glastonbury y Austin City Limits Music Festival. En julio de 2005, la banda apareció en el Live 8 de Hyde Park, donde tocaron una versión de «Bitter Sweet Symphony» de The Verve con Richard Ashcroft en la voz. El 28 de agosto, Coldplay interpretó «Speed of Sound» en los MTV Video Music Awards de 2005 en Miami. En septiembre, Coldplay grabó una nueva versión de «How You See the World» con letras reelaboradas para el álbum benéfico War Child's Help!: A Day in the Life. En febrero de 2006, Coldplay obtuvo los honores de Mejor Álbum y Mejor Sencillo en los Brit Awards. Se lanzaron tres sencillos más durante 2006 y 2007, «The Hardest Part», «What If» y «White Shadows».

### 2008-2010:Viva la Vida or Death and All His Friends
En octubre de 2006, Coldplay comenzó a trabajar en su cuarto álbum de estudio, Viva la Vida or Death and All His Friends, con el productor Brian Eno. Mientras se tomaban un descanso de la grabación, la banda realizó una gira por América Latina a principios de 2007, donde terminaron el Twisted Logic Tour mientras actuaban en Chile, Argentina, Brasil y México. Después de grabar en iglesias y otros lugares de América Latina y España durante su gira, la banda dijo que el álbum probablemente reflejaría la influencia hispana. El grupo pasó el resto del año grabando la mayor parte del álbum con Eno.

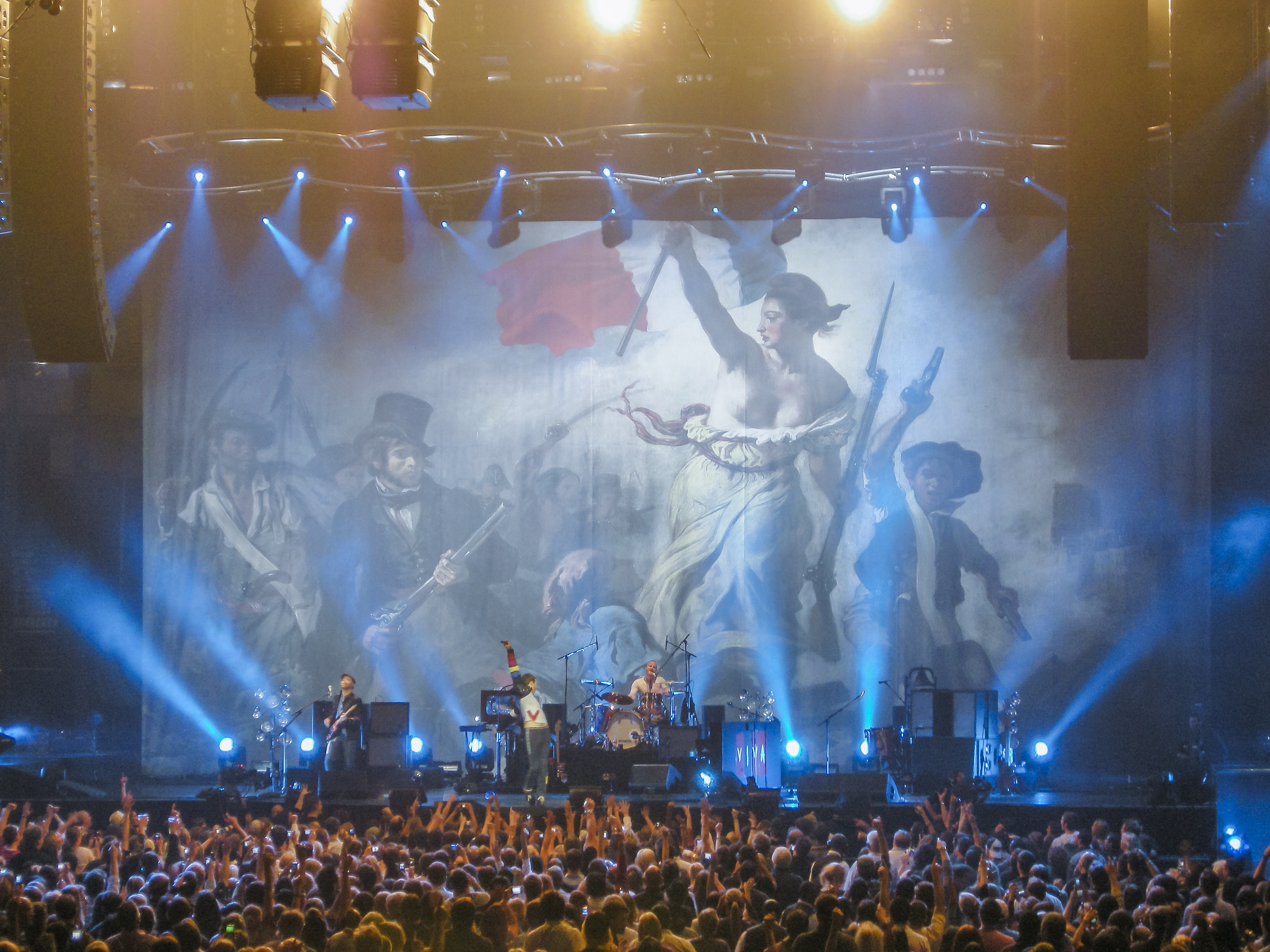
Coldplay presentándose en Dallas, Texas, durante el Viva la Vida Tour

Martin describió Viva la Vida como una nueva dirección para Coldplay; un cambio con respecto a sus últimos tres álbumes, que la banda sintió que era una «trilogía» que habían terminado. Dijo que el álbum presentaba menos falsete, ya que permitió que el registro más bajo de su voz tuviera prioridad. Algunas canciones, como «Violet Hill», contienen riffs de guitarra distorsionados y matices de blues.
«Violet Hill» fue confirmado como el primer sencillo, con una fecha de lanzamiento por radio del 29 de abril de 2008. Después de la primera reproducción, estuvo disponible gratuitamente en el sitio web de Coldplay desde las 12:15 p. m. (GMT +0) durante una semana hasta que estuvo disponible comercialmente el 6 de mayo. «Violet Hill» ingresó al top 10 del Reino Unido, al top 40 de EE. UU., y se ubicó bien en el resto del mundo. La canción principal, «Viva la Vida», también fue publicado exclusivamente en iTunes, se convirtió en el primer número uno de la banda tanto en el Billboard Hot 100 de EE. UU. como en las listas oficiales del Reino Unido. Coldplay interpretó la canción en vivo por primera vez en los MTV Movie Awards 2008 el 1 de junio. «Viva la Vida» se convirtió en la canción más vendida de iTunes en 2008.
Tras su lanzamiento, Viva la Vida or Death and All His Friends encabezó las listas de álbumes en todo el mundo y llegó a ser el álbum más vendido del mundo en 2008. Alcanzó el número uno en la UK Singles Chart a pesar de haber salido al mercado solo tres días antes. En ese tiempo vendió 302 000 copias, siendo «uno de los discos más vendidos en la historia del país». A fines de junio, había establecido un nuevo récord para el álbum más descargado de la historia. En octubre de 2008, Coldplay ganó dos premios Q al Mejor Álbum por Viva la Vida o Death and All His Friends y Mejor Actuación en el Mundo de Hoy. El 9 de noviembre, Coldplay fue nombrado el acto más vendido del mundo de 2008 en los World Music Awards de Monte Carlo. También recogieron otros dos premios: Acto de Rock Más Vendido del Mundo y Acto de Mayor Venta de Gran Bretaña. La banda siguió a Viva la Vida or Death and All His Friends con el EP Prospekt's March, lanzado el 21 de noviembre de 2008. La reproducción extendida presenta canciones de las sesiones del álbum y originalmente estuvo disponible por sí solo, mientras que el álbum se reeditó con todas las pistas del EP incluidas en un disco extra. «Life in Technicolor II» fue el único sencillo lanzado.

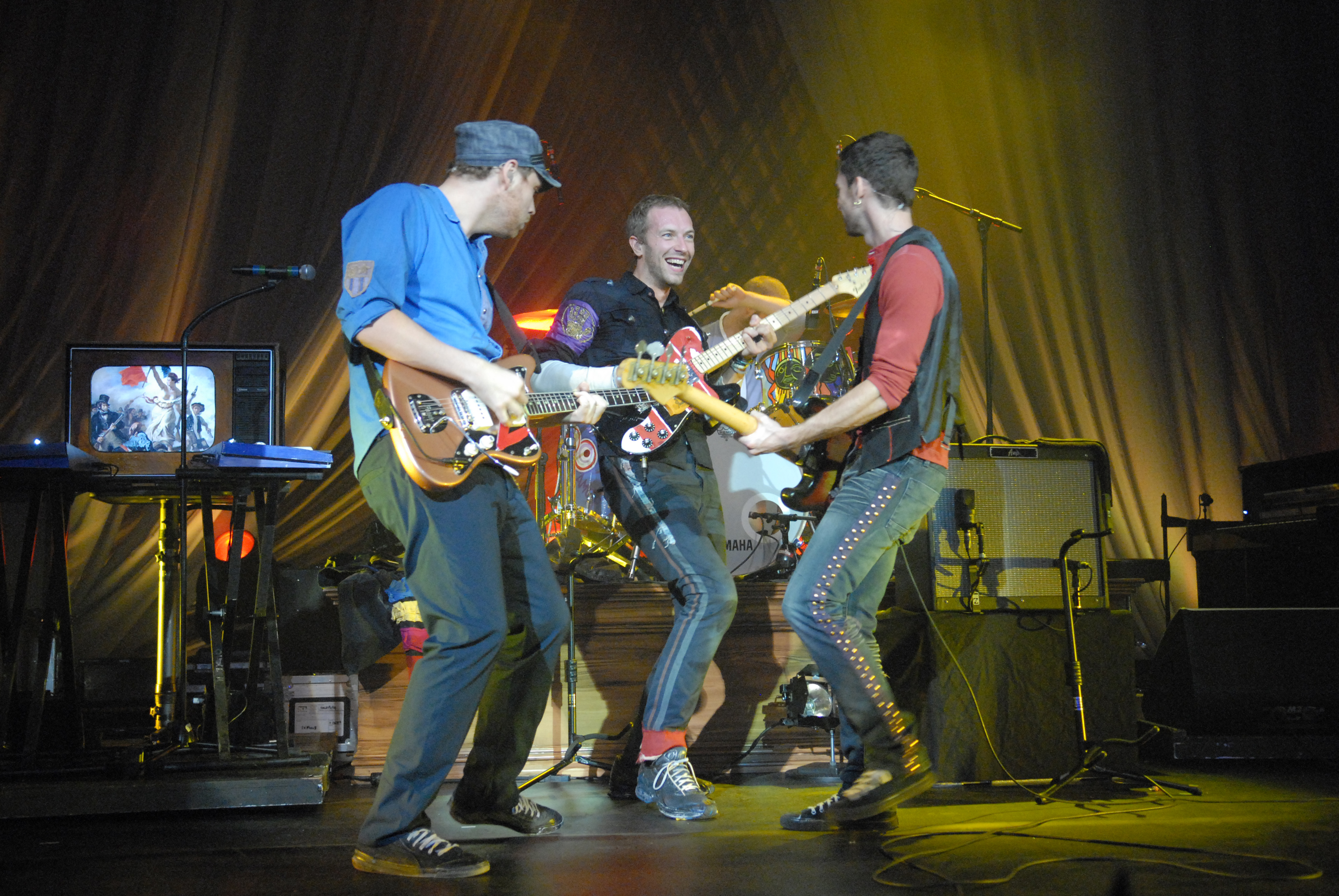
Coldplay actuando en el Hammerstein Ballroom de Nueva York en 2008

Coldplay comenzó su gira Viva la Vida Tour en junio con un concierto gratuito en la Brixton Academy de Londres. Esto fue seguido dos días después por una actuación de 45 minutos que se transmitió en vivo desde fuera del Centro de Televisión de la BBC. Lanzado a finales de 2008, «Lost!» se convirtió en el tercer sencillo del álbum, con una nueva versión con Jay-Z llamada «Lost+». Después de realizar el set de apertura el 14 de marzo de 2009 para Sound Relief en el Sydney Cricket Ground, Coldplay encabezó un concierto con entradas agotadas más tarde esa misma noche. Sound Relief es un concierto benéfico para las víctimas de la crisis de incendios forestales de Victoria y las inundaciones de Queensland. El 4 de diciembre de 2008, Joe Satriani presentó una demanda por infracción de derechos de autor contra Coldplay en el Tribunal de Distrito de los Estados Unidos para el Distrito Central de California. La demanda de Satriani afirmaba que la canción de Coldplay «Viva la Vida» incluye «porciones originales sustanciales» de la canción de Satriani «If I Could Fly» de su álbum de 2004, Is There Love in Space?. La canción de Coldplay en cuestión recibió dos premios Grammy por «Canción del año». La banda negó la acusación. Finalmente, se llegó a un acuerdo no especificado entre las partes.
Coldplay fue nominado a cuatro premios en los Brit Awards de 2009: British Group, British Live Act, British Single —«Viva la Vida»— y British Album —Viva la Vida or Death and All His Friends—. En la 51.ª entrega de los premios Grammy del mismo año, Coldplay ganó tres premios Grammy en las categorías Canción del Año por «Viva la Vida», Mejor Album de Rock por Viva la Vida o Death and All His Friends y Mejor Interpretación Vocal Pop de un Dúo o Grupo para «Viva la Vida». Se grabó un álbum en vivo titulado LeftRightLeftRightLeft en varios shows durante la gira. LeftRightLeftRightLeft, lanzado el 15 de mayo de 2009, se regalaría en los conciertos restantes de su Viva la Vida Tour. Fue lanzado como descarga gratuita desde su sitio web. Después del Viva La Vida Tour, Coldplay anunció otra «gira por América Latina» que se llevaría a cabo en febrero y marzo de 2010, en la que visitarían México, Argentina, Brasil y Colombia. En octubre de 2009, Coldplay ganó el premio a Canción del Año por «Viva la Vida» en los premios de la Sociedad Estadounidense de Compositores, Autores y Editores (ASCAP) en Londres. En diciembre de 2009, los lectores de Rolling Stone votaron al grupo como el cuarto mejor artista de la década de 2000, también fueron incluidos en la Lista de artistas del siglo de Q. En diciembre de 2010, la banda lanzó «Christmas Lights». La canción recibió críticas muy positivas y el video musical presenta un cameo del actor Simon Pegg, un amigo cercano de Chris Martin, quien interpreta a un imitador de Elvis que toca el violín en el fondo.

### 2011-2012:Mylo Xyloto

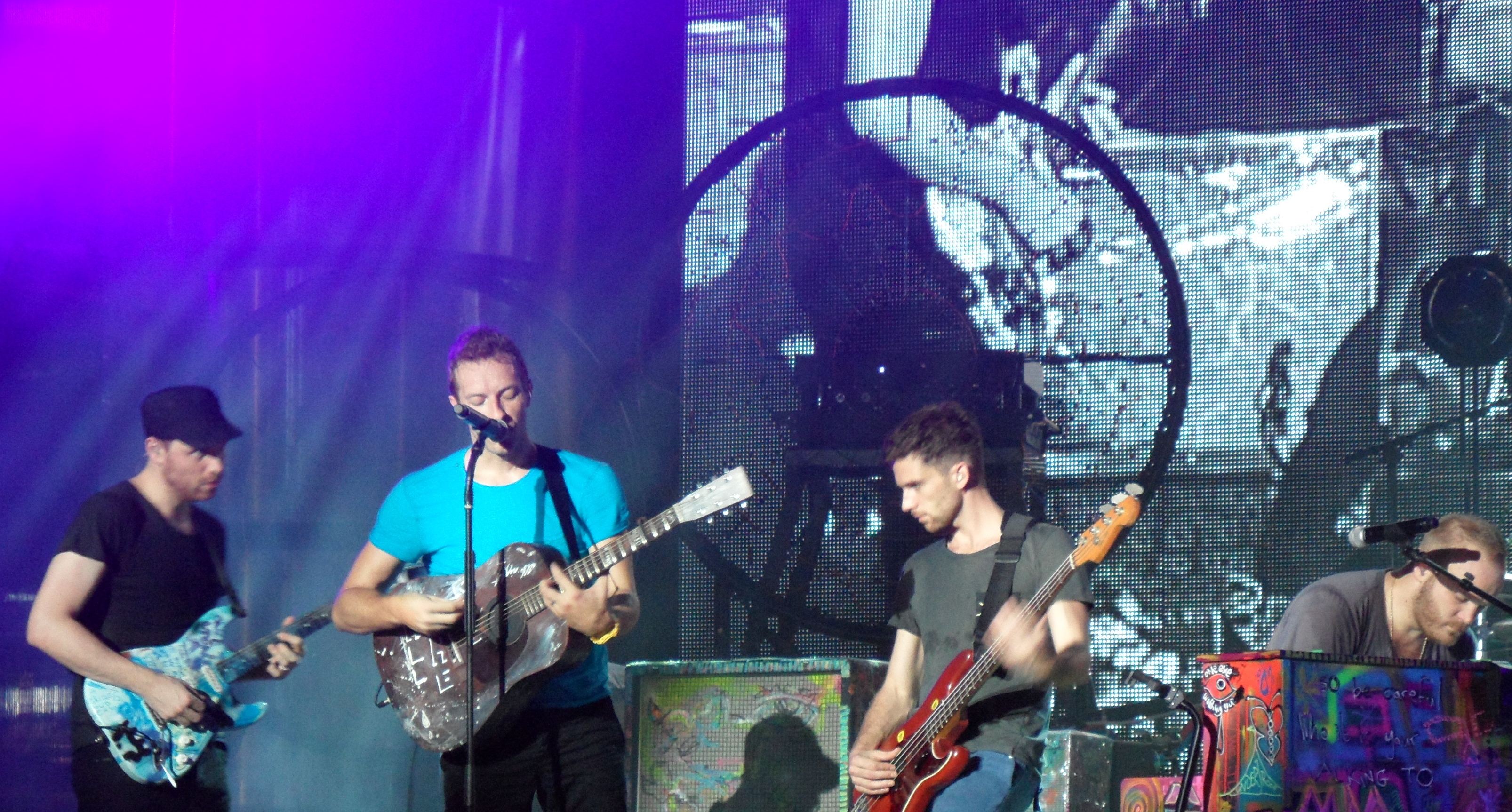
Coldplay tocando para MuchMusic en Toronto, septiembre de 2011

La banda terminó de grabar el nuevo álbum a mediados de 2011. Cuando Martin y Champion fueron entrevistados por BBC Radio y se les preguntó sobre los temas líricos del álbum, Martin respondió: «Se trata de amor, adicción, TOC, escape y trabajar para alguien que no te gusta». Cuando se les preguntó si su quinto álbum saldría o no para el verano, Martin y Champion dijeron que había mucho trabajo por hacer antes de lanzarlo. Confirmaron varias apariciones en festivales antes de su fecha de lanzamiento, incluido un lugar principal en el Festival de Glastonbury de 2011, T in the Park, Austin City Limits Music Festival, Rock in Rio, y el festival Lollapalooza.
En una entrevista el 13 de enero de 2011, Coldplay mencionó que se incluirían dos nuevas canciones en su próximo quinto álbum, «Princess of China» y «Every Teardrop Is a Waterfall». En una entrevista en febrero, el presidente de Parlophone, Miles Leonard, le dijo a HitQuarters que la banda todavía estaba en el estudio trabajando en el álbum y que esperaba que la versión final apareciera «hacia el otoño de este año». El 31 de mayo de 2011, Coldplay anunció que «Every Teardrop Is a Waterfall» era el primer sencillo del quinto álbum. Fue lanzado el 3 de junio de 2011. La banda presentó cinco nuevas canciones en festivales durante el verano de 2011, «Charlie Brown», «Hurts Like Heaven», «Us Against the World», «Princess of China» y «Major Minus».
El 12 de agosto de 2011, Coldplay anunció a través de su sitio web oficial que Mylo Xyloto era el título del nuevo álbum y que sería lanzado el 24 de octubre de 2011. El 12 de septiembre, la banda lanzó «Paradise», el segundo sencillo de su próximo álbum Mylo Xyloto. El 23 de septiembre de 2011, salieron a la venta oficialmente las entradas para la gira europea de Coldplay. La demanda resultó ser muy alta y la mayoría de los lugares se agotaron en segundos. Mylo Xyloto fue lanzado el 24 de octubre de 2011, recibió críticas positivas y encabezó las listas en más de 34 países.

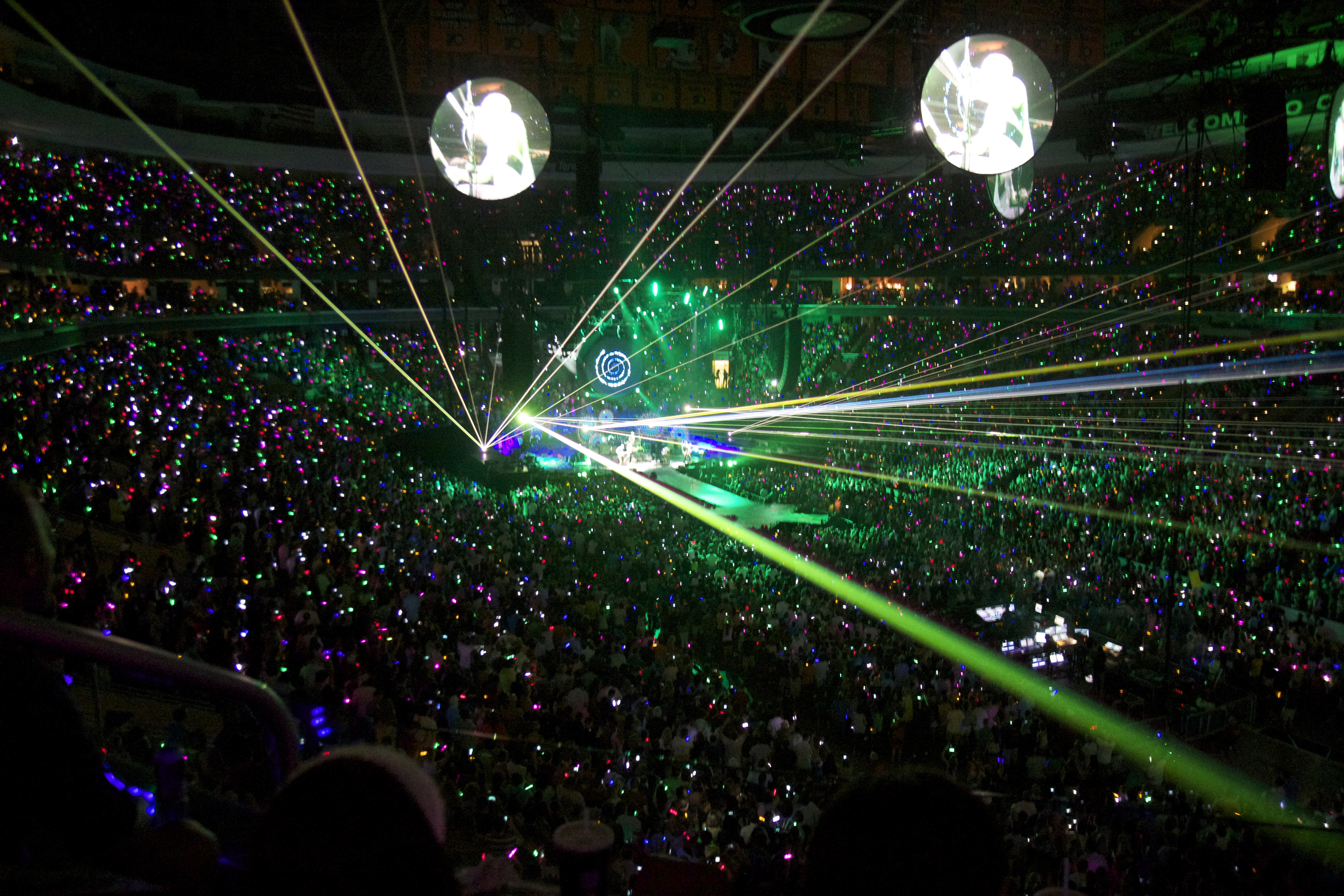
El láser y los efectos de luz del Mylo Xyloto Tour

El 19 de octubre de 2011, Coldplay interpretó canciones en el memorial privado de Apple Inc. para Steve Jobs, incluyendo «Viva la Vida», «Fix You», «Yellow» y «Every Teardrop Is a Waterfall». El 26 de octubre, su concierto «Amex Unstaged» en la Plaza de Toros de Las Ventas en Madrid, España, fue transmitido por YouTube como un webcast en vivo dirigido por Anton Corbijn. El 30 de noviembre de 2011, Coldplay recibió tres nominaciones a los premios Grammy para la 54.ª entrega anual de los premios Grammy, que tuvo lugar el 12 de febrero de 2012 en Los Ángeles, y la banda actuó con Rihanna en la ceremonia. El 12 de enero de 2012, Coldplay fue nominado a dos Brit Awards. El 21 de febrero de 2012, recibieron por tercera vez el premio Brit al mejor grupo británico. Mylo Xyloto llegó a ser el álbum de rock más vendido en el Reino Unido, vendiendo 908 000 copias. El segundo sencillo del álbum, «Paradise», también fue el sencillo de rock más vendido en el Reino Unido, vendiendo 410 000 copias. En los MTV Video Music Awards de 2012, «Paradise» ganó el premio al Mejor Video de Rock. Mylo Xyloto ha vendido más de 8 millones de copias en todo el mundo.
Coldplay encabezó la ceremonia de clausura de los Juegos Paralímpicos de Londres 2012 el 9 de septiembre de 2012, donde actuaron junto a otros artistas como Rihanna y Jay-Z. Para combinar con su actuación en la ceremonia de clausura, el grupo dio permiso a las bandas que participaban en el Bandstand Marathon para que presentaran su sencillo de 2008 «Viva la Vida» para celebrar el final de los juegos.
En octubre de 2012, se lanzó el video musical de la canción de Coldplay «Hurts Like Heaven». El video se basó en la historia de Mylo Xyloto, un niño que creció en la tiranía dirigida por Major Minus. Los cómics ficticios titulados Mylo Xyloto continuaron con la historia retratada en el video musical cuando la serie se lanzó a principios de 2013. Una película documental de concierto y un álbum en vivo Coldplay Live 2012 narra su gira en apoyo del álbum Mylo Xyloto. La película se estrenó en cines solo una noche, el 13 de noviembre de 2012, y se estrenó en CD y video casero el 19 de noviembre de 2012.
El 21 de noviembre, después de un concierto en Brisbane, Australia, como parte de la gira Mylo Xyloto Tour del grupo, Coldplay insinuó que se tomarían un descanso de tres años de las giras. Coldplay realizó dos espectáculos con Jay-Z en el Barclays Center, Brooklyn, Nueva York, el 30 de diciembre y la víspera de Año Nuevo, que puso fin a la gira Mylo Xyloto. La gira Mylo Xyloto fue nombrada la cuarta gira con mayor recaudación en todo el mundo en 2012 con más de $171,3 millones ganados en la venta de entradas.

### 2013-2014:Ghost Stories
En una entrevista con la estación de radio australiana 2Day FM, Chris Martin reveló que el título del próximo álbum de la banda sería «mucho más fácil de pronunciar». Martin desacreditó la especulación de que se estaban tomando un descanso de las giras al decir: «Esta idea de un descanso de tres años solo surgió porque dije en un concierto en Australia que tal vez no volvamos allí durante tres años. Probablemente sea cierto, pero eso es solo cómo funciona una gira mundial. No hay posibilidad de que nos tomemos un descanso de tres años».
El 9 de agosto de 2013, Coldplay anunció el lanzamiento de su canción «Atlas», que apareció en la banda sonora de la película The Hunger Games: Catching Fire. Su lanzamiento se retrasó hasta el 6 de septiembre de 2013 —en todas partes menos en el Reino Unido— y el 8 de septiembre —Reino Unido—. En diciembre de 2013, se anunció que los futuros lanzamientos de Coldplay serían distribuidos por Atlantic Records en los EE. UU. debido a la reestructuración dentro de Warner Music Group tras la compra de Parlophone Records a EMI.
El 25 de febrero de 2014, la banda dio a conocer «Midnight», una pista de su álbum aún por lanzar. A principios de marzo de 2014, se anunció que el sexto álbum de la banda, Ghost Stories, se lanzaría el 19 de mayo de 2014. Ghost Stories es un álbum impulsado espiritualmente que gira en torno a dos temas principales mencionados por Chris Martin. El álbum explora la idea de las acciones pasadas y los efectos que pueden tener en el futuro y la capacidad de uno para el amor incondicional. La banda adoptó un enfoque diferente para su sexto álbum de estudio en contraste con sus álbumes de estudio anteriores, con Martin invitando a la banda a contribuir con material de composición original para el álbum, en lugar de construir canciones a partir de sus ideas como lo habían hecho durante sesiones de grabación anteriores.
De abril a julio, Coldplay se embarcó en un Ghost Stories Tour de seis fechas en apoyo del álbum, tocando espectáculos «íntimos» en seis ciudades: el Beacon Theatre en la ciudad de Nueva York el 5 de mayo, Royce Hall en Los Ángeles el 19 de mayo, Casino de Paris en París el 28 de mayo, Tokyo Dome City Hall en Tokio el 12 de junio, Enmore Theatre en Sídney el 19 de junio y cerró la gira en el Royal Albert Hall de Londres el 2 de julio de 2014. El álbum estuvo disponible para pre-pedido en iTunes, junto con el nuevo sencillo «Magic». Desde entonces, se han lanzado dos sencillos más del álbum, «A Sky Full of Stars» y «True Love». Ghost Stories recibió críticas mixtas a positivas. El álbum encabezó las listas en el Reino Unido, EE. UU. y la mayoría de los principales mercados. Recibió una nominación al premio Grammy por Mejor Álbum Vocal Pop, y «A Sky Full of Stars» fue nominado a Mejor Interpretación de Dúo/Grupo Pop. En diciembre de 2014, Spotify nombró a Coldplay la banda con más reproducciones del mundo en 2014 y el tercer artista con más reproducciones detrás de Ed Sheeran y Eminem.

### 2015-2018:A Head Full of Dreams
El 4 de diciembre de 2014, Chris Martin anunció en una entrevista con Zane Lowe en BBC Radio 1 que Coldplay estaba trabajando en su séptimo álbum de estudio, A Head Full of Dreams. Martin comentó que podría ser el último álbum de la banda y lo comparó con Harry Potter: «Es nuestra séptima cosa, y la forma en que lo vemos, es como el último libro de Harry Potter o algo así». Agregó que a diferencia de sus esfuerzos de promoción de Ghost Stories, la banda realizará una gira por el séptimo disco. En una entrevista con Jo Whiley en BBC Radio 2, Martin insinuó el estilo del álbum al decir que la banda estaba tratando de hacer algo colorido y edificante, pero no grandilocuente. También afirmó que será algo para «mover los pies».
El 11 de diciembre de 2014, la banda dio a conocer una nueva canción, «Miracles», que fue escrita y grabada para la película dramática de la Segunda Guerra Mundial Unbroken dirigida por Angelina Jolie. En los Billboard Music Awards de 2015 el 17 de mayo, Ghost Stories fue nombrado Mejor Álbum de Rock. El 26 de septiembre, Coldplay se presentó en el Global Citizen Festival 2015 en el Great Lawn de Central Park en Nueva York, un evento organizado por Chris Martin que aboga por el fin de la pobreza extrema en el mundo. Coldplay, junto con Beyoncé, Ed Sheeran y Pearl Jam, encabezaron el festival que se transmitió por NBC en EE. UU. el 27 de septiembre y por BBC en el Reino Unido el 28 de septiembre.
Hablando en el Radio 1 Breakfast Show de Nick Grimshaw en la BBC el 6 de noviembre, Coldplay confirmó el 4 de diciembre como la fecha de lanzamiento de A Head Full of Dreams, y una nueva canción del álbum, «Adventure of a Lifetime» se estrenó en el programa. El álbum tiene apariciones especiales de Beyoncé, Gwyneth Paltrow, Noel Gallagher, Tove Lo y Barack Obama. El álbum alcanzó el número uno en el Reino Unido y el número dos en los EE. UU., Australia y Canadá, entre otros, donde 25 de Adele lo mantuvo en el segundo lugar. El video musical de «Adventure of a Lifetime» presentaba a la banda actuando como chimpancés. Se les proporcionó consulta con el renombrado actor de captura de movimiento Andy Serkis.

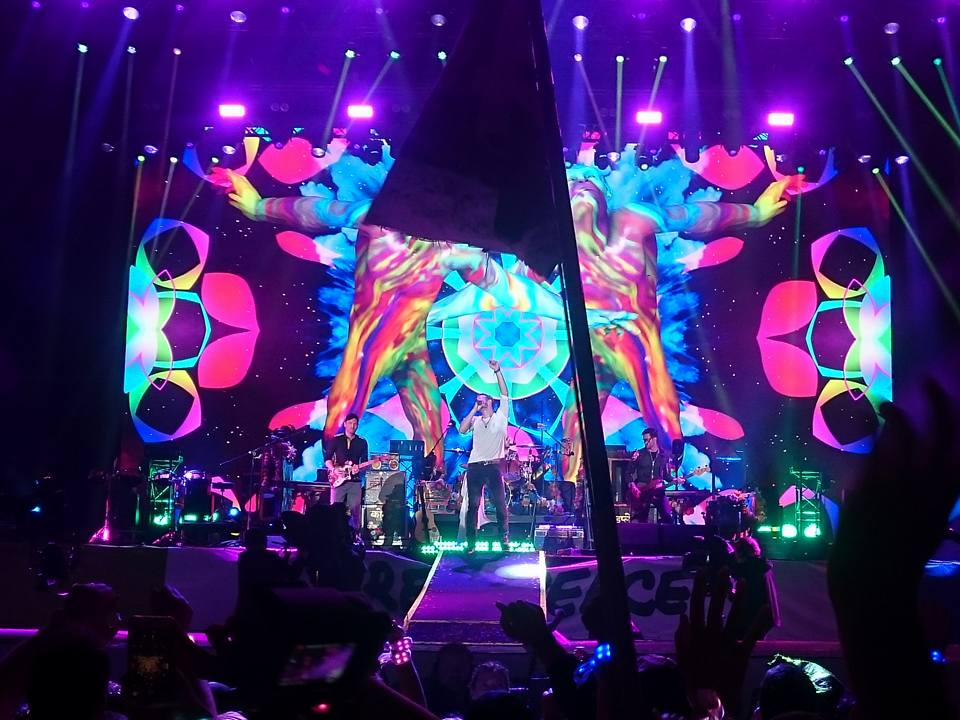
La banda interpretó «Adventure of a Lifetime», durante su setlist principal en Glastonbury 2016. La actuación fue la quinta en el festival y la cuarta como cabezas de cartel

El 27 de noviembre de 2015, se anunciaron las primeras fechas de su gira A Head Full of Dreams Tour en 2016. Se enumeraron paradas latinoamericanas y europeas, que incluyeron tres fechas en el estadio de Wembley, Londres, en junio. Posteriormente se agregaron la gira por América del Norte, un concierto adicional en Wembley y una gira por Oceanía. El 5 de diciembre, la banda encabezó el día inaugural del Jingle Bell Ball 2015 en el O2 Arena de Londres. El 7 de febrero de 2016 encabezaron el espectáculo de medio tiempo del Super Bowl 50, y se les unieron Beyoncé y Bruno Mars. En abril de 2016, la banda fue nombrada el sexto artista más vendido en todo el mundo en 2015.
El 26 de junio de 2016, Coldplay cerró el último día del Festival de Glastonbury en Inglaterra. Su actuación incluyó un dueto con Barry Gibb, el último miembro superviviente de los Bee Gees. Durante la segunda noche de la banda en el MetLife Stadium de Nueva Jersey el 18 de julio, Michael J. Fox se unió a Coldplay en el escenario para recrear una escena de Regreso al futuro. Martin cantó «Earth Angel» antes de presentar a Fox en el escenario para unirse a la banda en la interpretación del clásico de Chuck Berry «Johnny B. Goode».
La banda realizó un set completo en India por primera vez como parte del Global Citizen Festival en Mumbai el 19 de noviembre de 2016. A esta actuación asistieron 80 000 personas y también contó con muchas estrellas de Bollywood durante el concierto. El mismo mes, Coldplay anunció en entrevistas con Absolute Radio y Magic Radio en Londres que lanzarían nuevas canciones en un nuevo EP llamado Kaleidoscope EP. Descrito como hecho a partir de una «bolsa de ideas» sobrante de la grabación de A Head Full of Dreams, Martin declaró que se lanzaría en «un par de meses». La banda anunció oficialmente que el EP fue lanzado el 14 de julio de 2017.
El 22 de febrero de 2017, la banda lanzó una pista de colaboración largamente esperada con el dúo de EDM The Chainsmokers llamada «Something Just Like This». Alcanzando el número 2 en la UK Singles Chart y el número 3 en el Billboard Hot 100 de EE. UU., fue el sencillo principal de la decimotercera obra extendida de Coldplay, Kaleidoscope, lanzada el 14 de julio de 2017. Juntos, debutaron la canción en vivo en los Brit Awards 2017 con Chris. Martin también interpretó una canción tributo al difunto George Michael. El 2 de marzo, el cumpleaños de Martin, la banda lanzó una canción del EP, «Hypnotised». Dos lanzamientos más del EP, «All I Can Think About Is You» y «Aliens», salieron el 15 de junio y el 6 de julio de 2017 respectivamente. El 15 de agosto de 2017, Coldplay anunció que se lanzaría un álbum en vivo que cubría la gira A Head Full of Dreams Tour.
El 8 de octubre de 2017, Coldplay debutó en vivo con su nueva canción llamada «Life Is Beautiful» en el SDCCU Stadium de San Diego, California. Fue escrito en apoyo después del terremoto que afectó a México el 19 de septiembre. Parte del show de la banda se transmitió al final de Estamos Unidos Mexicanos, un concierto benéfico realizado en el Zócalo de la Ciudad de México, que incluyó «Fix You», «Viva la Vida», «Adventure of a Lifetime» y su nueva canción. Martin declaró que las ganancias de la canción y el concierto se donarían a los esfuerzos de ayuda para México y otros países.
La gira A Head Full of Dreams Tour finalizó en noviembre de 2017. Con una recaudación de más de $523 millones, en 2017 fue catalogada como la tercera gira de conciertos con mayor recaudación de todos los tiempos. El álbum en vivo prometido, que se titula Live in Buenos Aires, salió a la luz el 7 de diciembre de 2018. Sus imágenes cubren el concierto final de la gira en La Plata y un segundo lanzamiento llamado Love in Tokyo estuvo disponible al mismo tiempo exclusivamente para el mercado japonés. El 30 de noviembre de 2018, Coldplay lanzó Global Citizen – EP 1 bajo el nombre de Los Unidades. Incluye «E-Lo», una canción con Pharrell Williams y Jozzy. Las ganancias del PE se donaron a los esfuerzos para acabar con la pobreza mundial.

### 2019-2020:Everyday Life
El 26 de septiembre de 2019, Global Citizen anunció que Coldplay actuaría en Global Goal Live: The Possible Dream el 26 de septiembre de 2020. El 18 de octubre de 2019, comenzaron a aparecer misteriosos carteles en blanco y negro en varios países del mundo, en donde se presentaba a la banda con ropa de estilo vintage y una fecha que muestra el 22 de noviembre de 2019. La banda también cambió sus fotos de perfil en las redes sociales a un sol y una luna, lo que hizo que los fanáticos especulen sobre un lanzamiento inminente de nuevo material. El 19 de octubre de 2019, se publicó un teaser críptico de 5 segundos en las redes sociales con música orquestal de fondo. El 21 de octubre de 2019, en una carta enviada a los aficionados, la banda anunció que su octavo álbum de estudio se titularía Everyday Life y que sería un álbum doble, con la primera mitad titulada Sunrise y la segunda mitad titulada Sunset.

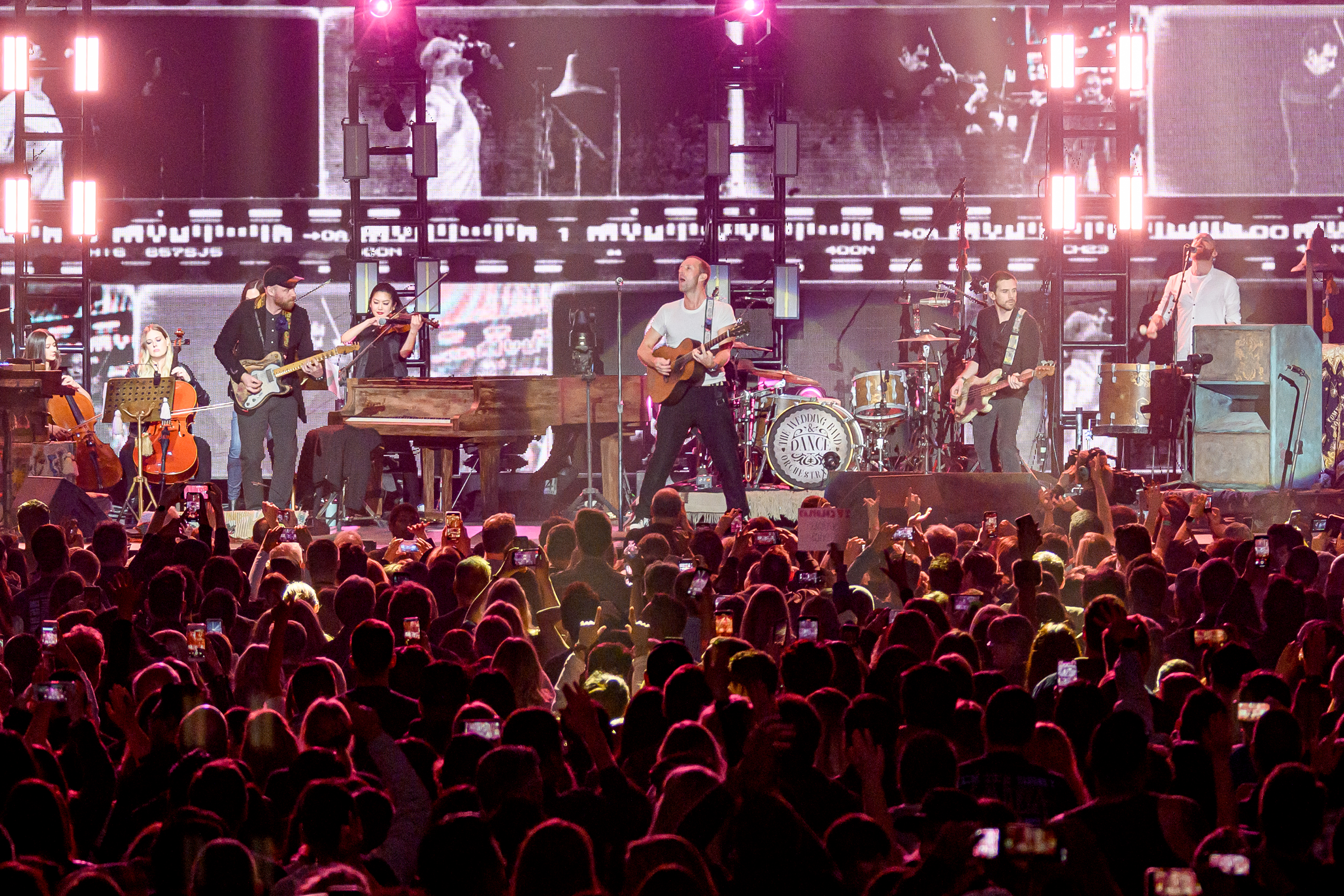
Coldplay presentándose en el concierto ALTer EGO en enero de 2020

El 23 de octubre de 2019, las pistas del álbum se revelaron en anuncios en los periódicos locales de los miembros de la banda en el Reino Unido, incluido el Daily Post de Gales del Norte —con quien Jonny Buckland una vez tuvo un trabajo de vacaciones— y Exeter's Express & Echo —el periódico de la ciudad natal de Chris Martin—. «Orphans» y «Arabesque» se lanzaron como los sencillos principales del álbum el 24 de octubre de 2019 en el programa de Annie Mac en BBC Radio 1, siendo la última en presentar blasfemias. El álbum fue lanzado el 22 de noviembre de 2019 y estuvo marcado por un concierto doble en Amán (Jordania). El concierto, que se transmitió en vivo a YouTube, se realizó al amanecer y al atardecer, correspondiendo con los subtítulos de las dos mitades del álbum.
Martin había dicho anteriormente que la banda no haría una gira para promocionar el álbum hasta que pudieran resolver «cómo nuestra gira no solo puede ser sostenible —sino— cómo puede ser activamente beneficiosa», y espera que sea completamente neutral en carbono. Sin embargo, Coldplay realizó un espectáculo único el 25 de noviembre de 2019 para la organización benéfica ClientEarth en el Museo de Historia Natural de Londres. La banda tocó debajo de Hope, un esqueleto gigante de una ballena azul de 128 años en el gran salón del museo. El álbum debutó en el número uno en la UK Albums Chart con 81 000 copias vendidas, lo que lo convierte en el octavo álbum número uno consecutivo de la banda en el Reino Unido. También fue el tercer álbum de ventas más rápidas de 2019, detrás de No. 6 Collaborations Project y Divinely Uninspired to a Hellish Extent. El 24 de noviembre de 2020, Coldplay recibió dos nominaciones para la 63.ª entrega anual de los premios Grammy, siendo una de ellas Álbum del año, su primera nominación en la categoría desde Viva la Vida. El 21 de diciembre de 2020, se lanzó internacionalmente «Flags», la canción se incluyó originalmente como una pista adicional japonesa de Everyday Life.

### 2021-presente:Music of the SpheresyMoon Music
El 29 de abril de 2021, Coldplay anunció un nuevo sencillo llamado «Higher Power» que se lanzó el 7 de mayo de 2021 con una transmisión de video en vivo que coincidió con el lanzamiento del sencillo que se transmitió desde la Estación Espacial Internacional. Chris Martin declaró en una entrevista con Zane Lowe que la banda trabajaría con Max Martin y su equipo tanto en la canción como en el nuevo álbum. Dijo: «Max es nuestro productor en este momento para todo lo que hacemos». El 4 de mayo de 2021, Coldplay fue anunciado como el acto de apertura de los Brit Awards de 2021, donde interpretarían «Higher Power».

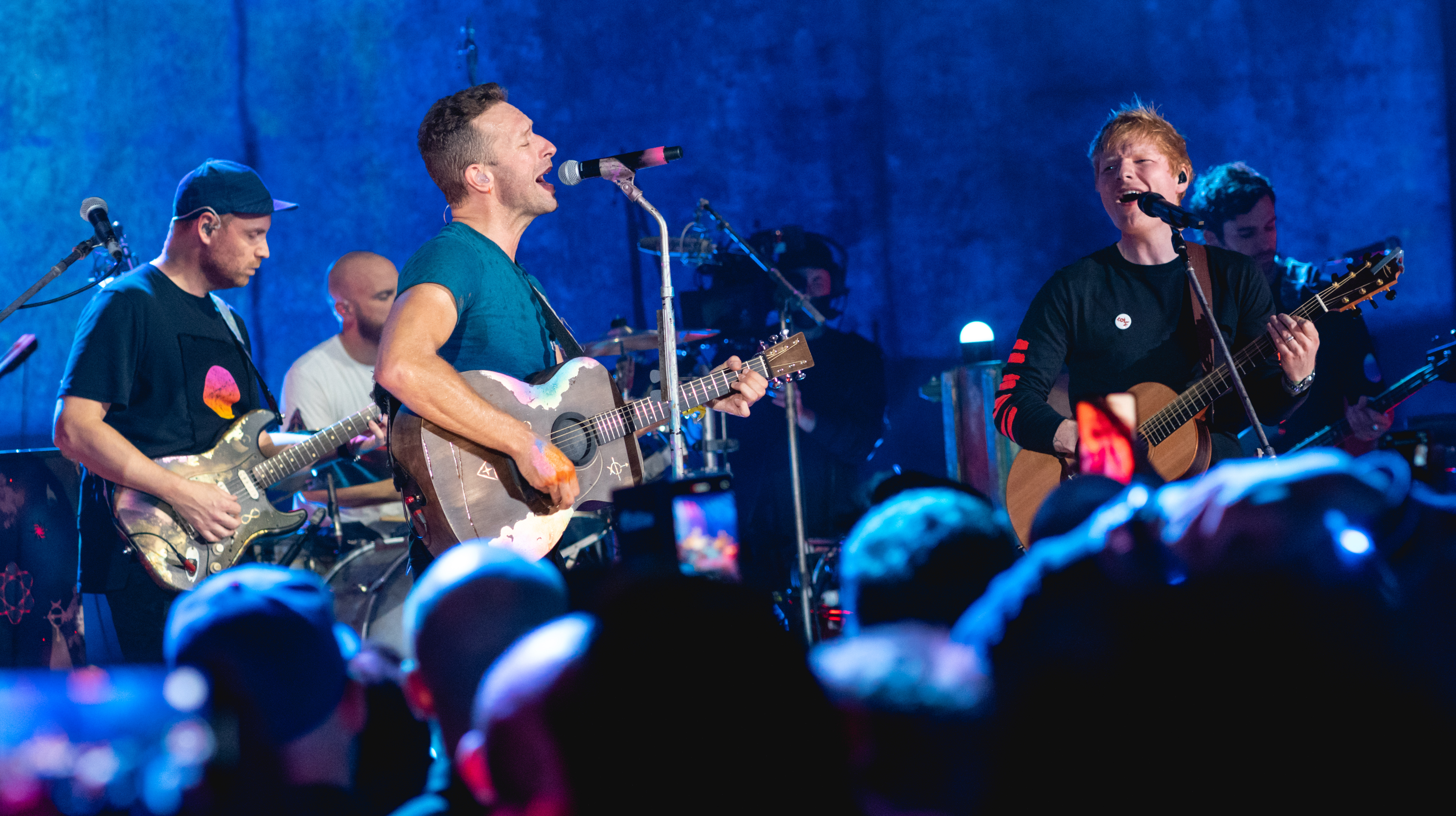
Coldplay con Ed Sheeran en el O_{2} Shepherd's Bush Empire en 2021

El 22 de mayo de 2021, se transmitió en línea su actuación pregrabada en el Festival de Glastonbury. La banda también presentó una nueva canción llamada «Human Heart», con el dúo de R&B We Are King. El 8 de junio de 2021, se estrenó en YouTube el video musical «oficial» de «Higher Power», dirigido por Dave Meyers, luego de un video musical más simple en el que la banda interpreta la canción mientras baila con hologramas alienígenas en CGI que se estrenó el 7 de mayo de 2021. El 20 de julio de 2021, Coldplay anunció que su nuevo álbum Music of the Spheres se lanzaría el 15 de octubre de 2021 y también anunció una canción titulada «Coloratura», publicado el 23 de julio de 2021.
El 13 de septiembre de 2021, anunciaron con el grupo de K-pop surcoreano BTS el segundo sencillo, «My Universe», lanzado el 24 de septiembre de 2021. La canción debutó en el número 3 en la UK Singles Chart, siendo su sencillo con el pico más alto desde «Something Just Like This» y luego debutó en el número uno en el Billboard Hot 100 de EE. UU. Posteriormente, el 26 de septiembre de 2021, se lanzó un breve documental sobre la colaboración con BTS en el canal oficial de la dicha banda en YouTube.

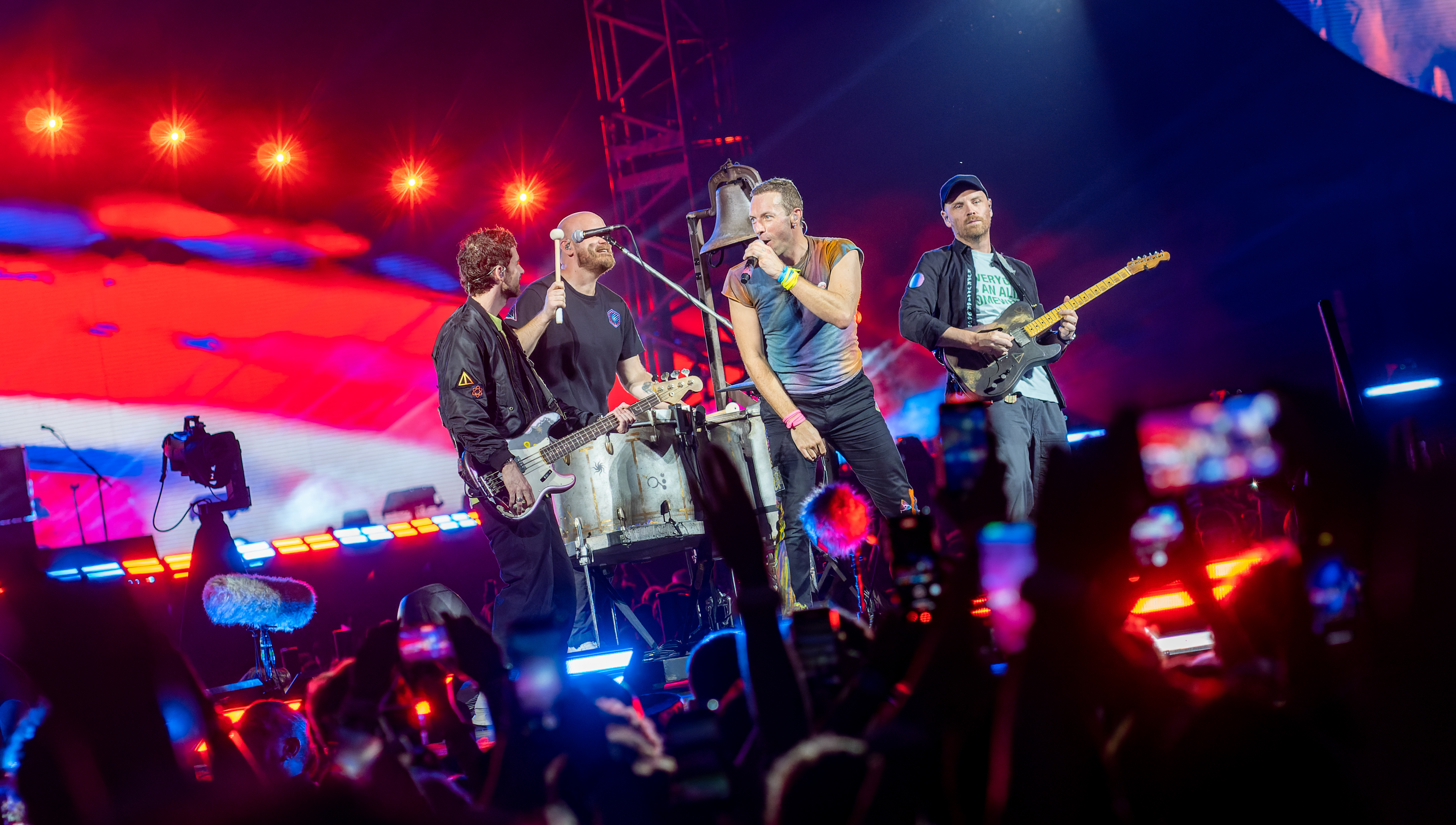
Coldplay actuando en el estadio de Wembley en agosto de 2022 durante el Music of the Spheres World Tour

Music of the Spheres debutó en el número uno de la lista de álbumes del Reino Unido, convirtiéndose en el álbum más vendido en el país desde No. 6 Collaborations Project de Ed Sheeran en 2019. El álbum debutó en el número cuatro en la lista Billboard 200 de EE. UU. y alcanzó el número uno en las listas Top Alternative Albums y Top Rock Albums. El 14 de octubre de 2021, Coldplay anunció su octava gira de conciertos, la gira mundial de Music of the Spheres, que comenzó en San José (Costa Rica), en marzo de 2022 y visitaron tres continentes, y se anunciaron más fechas en el futuro. La gira es parte de un esfuerzo continuo para reducir la huella de carbono de la banda; Chris Martin explicó en una entrevista con la BBC que la gira contaría con «pisos cinéticos» que impulsan los conciertos a través del movimiento de los asistentes, así como bicicletas que hacen lo mismo, lo que significa que «todo el espectáculo funciona con energía renovable». Martin dijo que el objetivo de la banda es que habrán «cambiado ligeramente el status quo de cómo funciona una gira». El 23 de noviembre de 2021, «Higher Power» fue nominado a Mejor Actuación de Dúo/Grupo Pop en la 64.ª Entrega Anual de los Premios Grammy. En diciembre de 2021, Martin dijo que Coldplay lanzaría tres álbumes más hasta 2025 durante una entrevista para la BBC, siendo uno de ellos «una especie de musical», mientras que el último será un disco homónimo de «regreso a lo básico». Agregó, sin embargo, que la banda seguirá activa con lanzamientos más pequeños y giras mundiales después de 2025. El 23 de febrero de 2022, la banda lanzó una nueva versión simplificada de «Let Somebody Go» y una versión del sencillo de Kid Cudi de 2008 «Day 'n' Nite». Ambas canciones fueron parte de su lanzamiento de Spotify Singles. El álbum recibió tres nominaciones en la 65.ª entrega anual de los premios Grammy anunciada el 15 de noviembre de 2022, incluidos Álbum del año y Mejor álbum vocal pop, y «My Universe» fue nominado a Mejor interpretación pop de dúo/grupo.

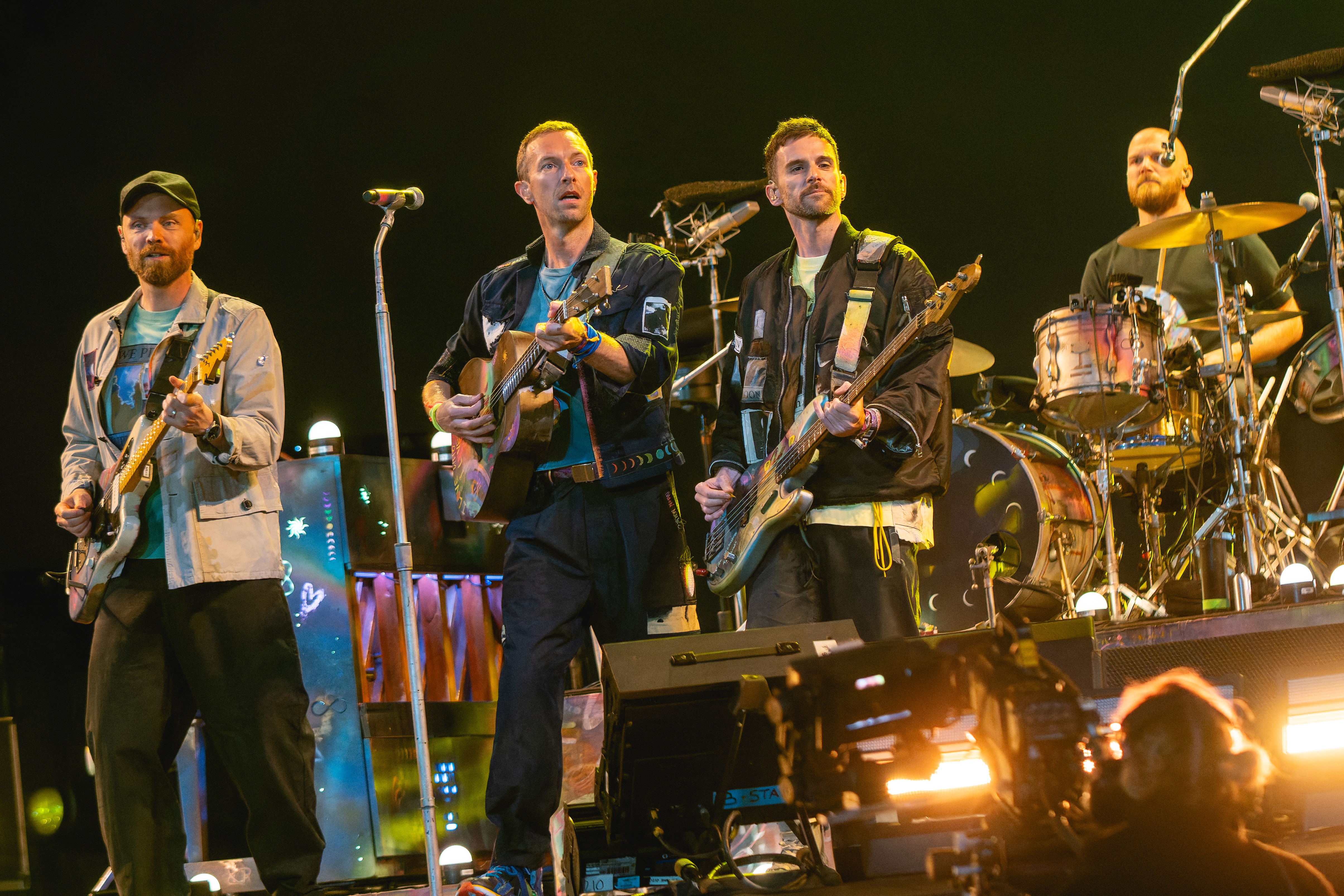
Coldplay presentándose en festival de Glastonbury de 2024

El 13 de junio de 2024, la banda anunció «Feels Like I'm Falling in Love», que servirá como sencillo principal de Moon Music. El álbum fue revelado más tarde a través de los perfiles de redes sociales de Coldplay, su lanzamiento está programado para el 4 de octubre y tiene múltiples versiones. Dos semanas después, encabezaron el Festival de Glastonbury por quinta vez, un récord. Apariciones especiales incluyeron Victoria Canal, Michael J. Fox y Laura Mvula. El grupo también estrenó una nueva canción llamada «We Pray», con la actuación de Little Simz, Burna Boy, Elyanna y Tini. Coldplay reveló más tarde que la canción sería la segunda entrega de Moon Music. Durante su visita a Roma en el Music of the Spheres World Tour, interpretaron «Good Feelings» con Ayra Starr.
Moon Music debutó en la cima de la UK Albums Chart con 236 796 unidades vendidas, superando en ventas al resto del Top 40 combinado. El disco también alcanzó el número uno en Billboard 200, convirtiendo a Coldplay en el primer grupo en gobernar los rankings de Estados Unidos y el Reino Unido simultáneamente desde 2016. Otros países donde lideró las listas incluyen Austria, Bélgica, Alemania, Italia, Noruega, Portugal, España y Suecia. En noviembre de 2024, la banda anunció dos shows en el Estadio Narendra Modi en Ahmedabad; asistirán más de 100 000 fanáticos cada uno. En enero de 2025, la banda lanzó A Film for the Future, que sirve como contraparte visual de Moon Music.

## Arte

### Proceso creativo

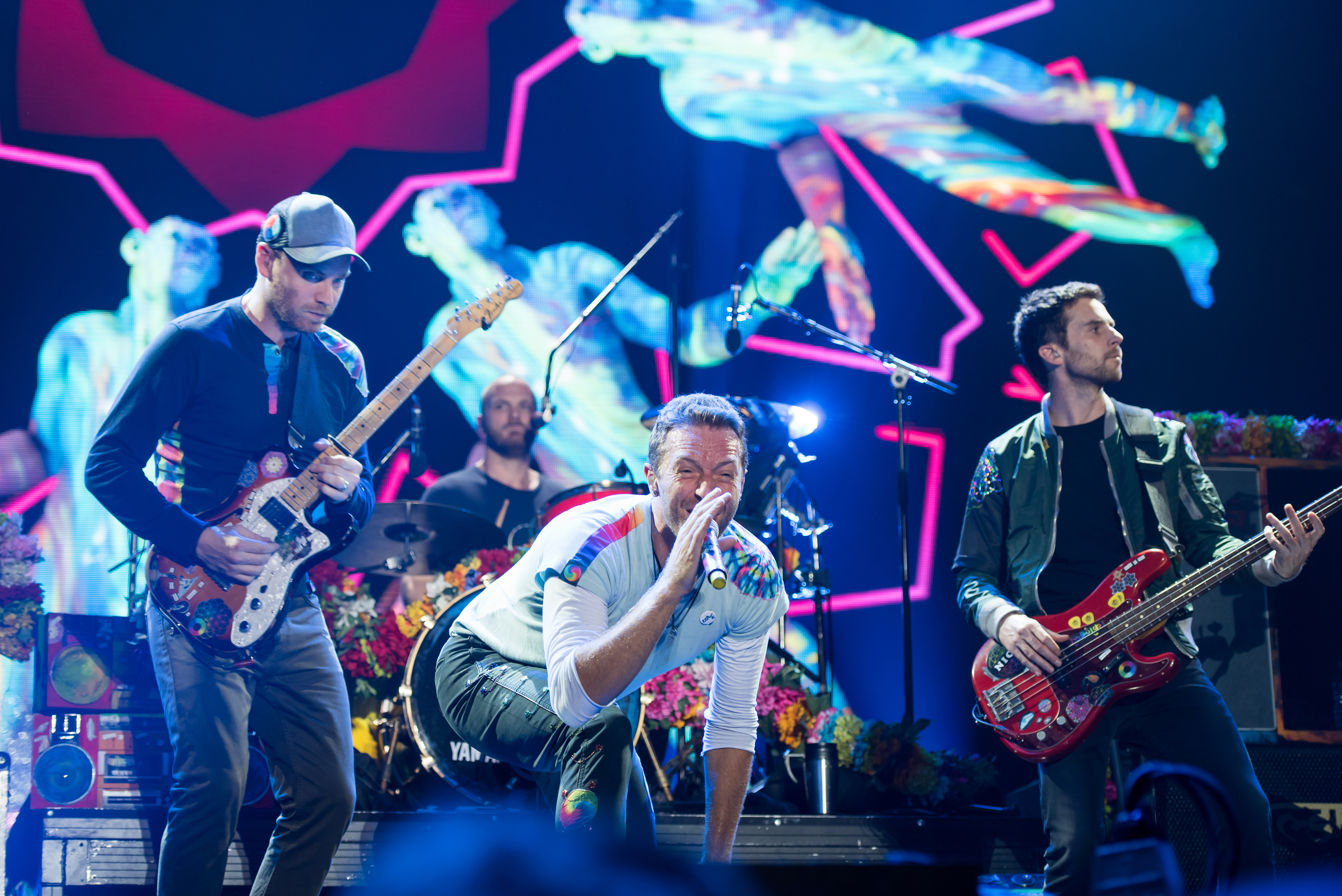
Coldplay en el Festival Global Citizen 2017. Las imágenes de la banda para A Head Full of Dreams (2015) reflejaron los tonos brillantes y edificantes del álbum

El bajista Guy Berryman explicó una vez que la banda a menudo tiene un título y un concepto en mente antes de que llegue la música, lo que sirve para proporcionar un «marco en el que podemos trabajar temáticamente». Durante una entrevista para YouTube en 2019, el vocalista principal Chris Martin describió su forma de hacer canciones como «una serie de puertas» donde generalmente aporta ideas iniciales al guitarrista Jonny Buckland, quien las desaprueba o da su opinión sobre ellas. Lo mismo sucede de Buckland a Berryman y luego al baterista Will Champion, lo que permite que cada miembro de la banda se exprese artísticamente. Sin embargo, se sabe que este proceso no siempre es lineal, dado que pistas como «Magic» y «Adventure of a Lifetime» comenzaron con los riffs de bajo y guitarra de Berryman y Buckland respectivamente. Cuando se le preguntó acerca de evitar el uso de lenguaje explícito en las letras, Champion mencionó que «a veces hay formas más elegantes de decir algo» y «las palabrotas son extremadamente útiles a veces», pero «si las usas en exceso, disminuye su impacto».
Los críticos también notaron un patrón por el cual la banda alternaba «entre ofertas abiertas para el éxito general y piezas de prestigio más artísticas y conscientes». Buckland comentó: «Saber que viene el gran [álbum] nos permite ser mucho más pequeños» y «ser mucho más insulares sobre qué música tenemos sentido». También se sabe que prueban diferentes estéticas para la promoción de cada disco, con James Hall de The Telegraph citando cómo, a lo largo de los años, la apariencia de Coldplay «se ha transformado de niños indie flacos [Parachutes] a miembros del coro de Les Misérables [Viva la Vida or Death and All His Friends], a una banda de jazz teñida de sepia de 1919 [Everyday Life]». Después de ser cuestionado sobre el atuendo negro y los zapatos blancos que usó el grupo mientras promocionaba X&Y (2005), Martin agregó sobre el asunto diciendo: «Hay una gran seguridad en mirar a [Buckland] y ver que está usando zapatos del mismo color que yo. Supongo que es la misma razón por la que el ejército lleva uniforme, para que te sientas parte de un clan. Y cuando todos estamos vestidos de esa manera, siento que [todo] está bien, porque soy parte de este equipo».

### Estilo musical y lírico
Coldplay ha explorado muchos estilos musicales a lo largo de su carrera, y su sonido se considera rock alternativo, pop alternativo, pop rock, post-britpop, soft rock, y pop. Después de ganar un premio Grammy al Mejor Álbum de Rock en 2009, Martin dijo en broma en su discurso de aceptación que eran «rock de piedra caliza», en comparación con «hard rock». A fines de la década de 1990, los EP lanzados por la banda tenían características de dream pop, diferenciándolos de futuros lanzamientos. Su primer álbum de estudio, Parachutes (2000), fue descrito como «pop melódico» que combinaba «pedazos de riffs de guitarra distorsionados y percusión silbante», siendo también «exquisitamente oscuro y artísticamente abrasivo». Berryman lo llamó «un disco tranquilo y educado», y Champion comparó la letra con «Perfect Day» de Lou Reed, diciendo que son «bastante malhumorados» pero con «giros que implican optimismo», haciéndolos en última instancia «hermosos y felices» mientras que la música es «muy, muy triste». Agregó que es el «tipo de cosa en la que puedes crear diferentes estados de ánimo a través del sonido y la letra».
A Rush of Blood to the Head de 2002, por otro lado, está lleno de «rasgueos quejumbrosos y arpegios cansados», junto con una sensación de urgencia y angustia. Durante una entrevista, Martin comentó que el título del disco significa «hacer algo por impulso». Los críticos lo describieron como un sonido más grande, más oscuro y más frío que su predecesor, elogiando a Coldplay por mostrar una «nueva confianza» también. Este estilo se mantuvo en gran medida para su tercer álbum, X&Y (2005), aunque con la adición de influencias electrónicas y un uso extensivo de sintetizadores, teniendo una mayor escala en términos de sonido y temas existenciales. Craig McLean de The Guardian lo llamó «el trabajo de una banda cada vez más motivada y contundente», y describió las melodías como «material sincero, con líneas de guitarra contundentes y un piano emotivo». Se ha considerado que las letras del disco son «reflexiones sobre las dudas, los miedos, las esperanzas y los amores de Martin», sus palabras «son serias y vagas, por lo que los oyentes pueden identificarse con los conceptos subyacentes en las canciones». Kevin Devine de Hybrid Magazine escribió que el «sonido de guitarra reluciente de Buckland le da a X&Y un resplandor eufónico», y temáticamente, la letra contiene un «hilo continuo de la importancia de intentarlo, así como la necesidad de una comunicación básica entre la cacofonía de confusión en el mundo».

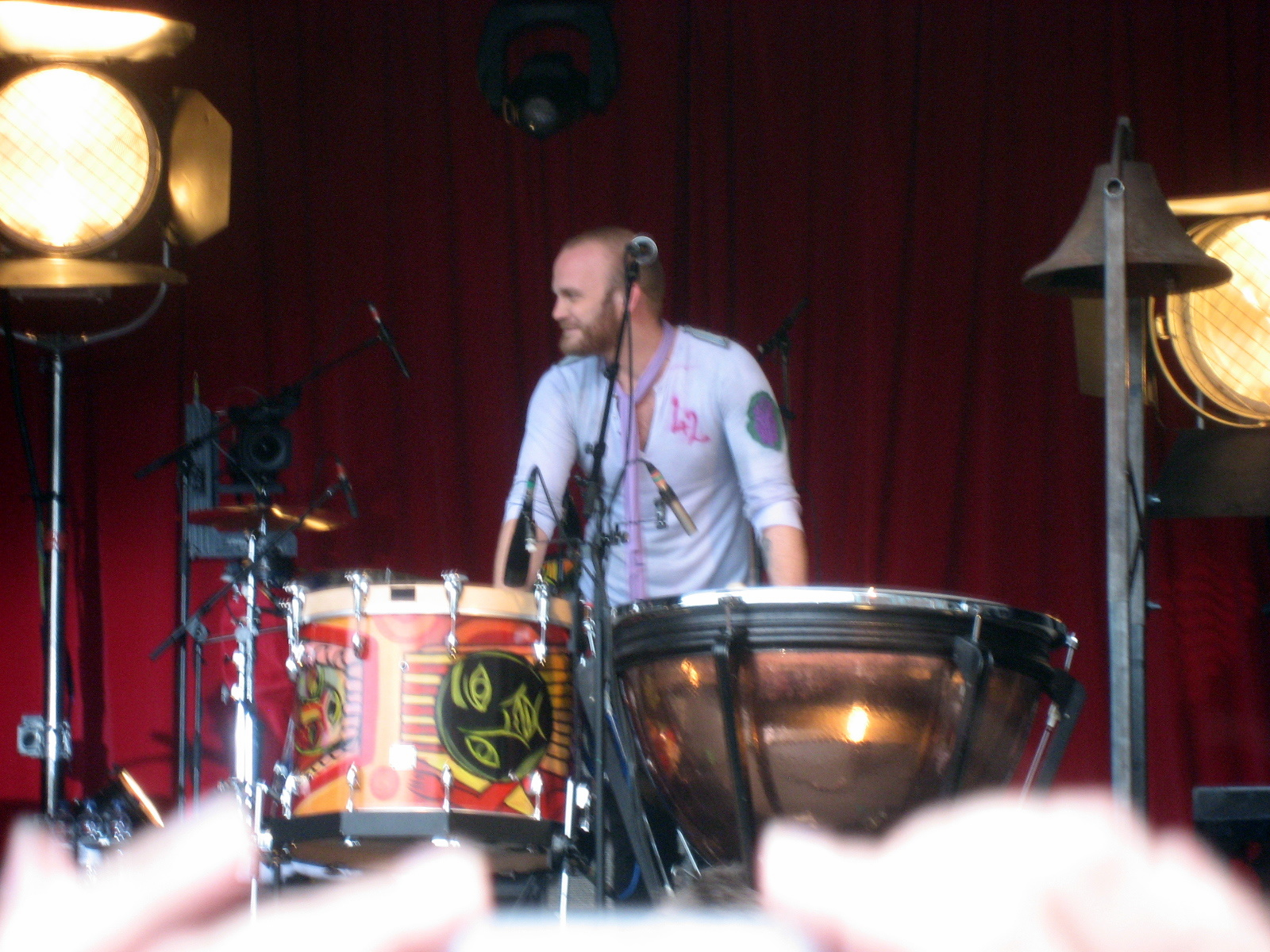
Champion con los timbales y la campana de iglesia usados en «Viva la Vida»

Con Viva la Vida or Death and All His Friends y la subsiguiente Prospekt's March —ambos lanzados en 2008—, Coldplay diversificó aún más su estilo y exploró nuevos territorios luego de completar lo que vieron como una trilogía de álbumes. La banda experimentó con muchos instrumentos diferentes, incluidos violines eléctricos, pianos de tachuelas, santoors y orquestas, todo mientras usaba producciones más estratificadas. También probaron distintas estructuras de canciones e identidades vocales por sugerencia del productor Brian Eno, tomando influencias de sonidos orientales, hispanos, africanos y del Medio Oriente. La canción principal, «Viva la Vida», se considera pop barroco y el cuarto sencillo «Strawberry Swing» se describió como de inspiración psicodélica. También incursionaron en el shoegaze en la pista oculta «Chinese Sleep Chant». Las letras son más universales en comparación con el material anterior, y el tema es más colectivo a medida que la banda «profundiza en el amor, la vida, la guerra y la muerte». Martin comentó que los motivos de la revolución se inspiraron en la novela Les Misérables (1862) de Victor Hugo.
Esos temas, junto con algunas de las influencias orientales, permanecieron en Mylo Xyloto de 2011, un álbum conceptual que sigue la historia de dos personajes al estilo de una ópera rock. Amplió el espectro del sonido de Coldplay al incluir más elementos electrónicos que antes y presentar tonos en su mayoría optimistas por primera vez, lo que resultó en un estilo pop rock con melodías «modernas, urbanas y de baile». Según Champion, la banda originalmente quería hacer un disco acústico, así que cuando «Paradise» comenzó a tomar forma, decidieron comenzar un álbum electrónico por separado. Sin embargo, los dos finalmente se convirtieron en un solo cuerpo de trabajo, con canciones como «Charlie Brown» y «Us Against The World» reelaboradas en sus versiones actuales. Berryman agregó que abordaron el proyecto con «mucha confianza». En cuanto a las letras, Martin dijo que se inspiró en el grafiti estadounidense de la vieja escuela, el movimiento White Rose y «ser capaz de hablar o seguir tu pasión, incluso si todos parecen estar en contra». En 2013, se publicó un cómic basado en la trama del disco en colaboración con Mark Osborne.
Para Ghost Stories (2014), Coldplay adoptó un estilo melancólico y sombrío que se considera una reminiscencia de su debut, mientras incorporaba influencias electrónicas, R&B, synth-pop y ambient. Sus melodías también son notablemente más oscuras y minimalistas que las de Mylo Xyloto, con arreglos escasos que reflejan su deseo de «mantener una sensación de espacio» sin «tener miedo al silencio» o «superponer demasiados sonidos». El proyecto también se considera un álbum de ruptura, que explora líricamente cómo los eventos pasados en la vida de uno —sus fantasmas— afectan el presente. Martin lo llamó un «viaje de aprendizaje sobre el amor incondicional» después de su divorcio de Gwyneth Paltrow. Un año más tarde, se lanzó A Head Full of Dreams con un estilo similar, pero con tonos brillantes y edificantes, contrastando con su predecesor e introduciendo elementos de disco y funk, sobre todo en el sencillo «Adventure of a Lifetime». En las letras trabajaron temas de unidad, soñar, paternidad, perdón, sanación y agradecimiento.
En 2017, la banda puso a disposición Kaleidoscope EP como pieza complementaria del álbum. Incluía una versión en vivo de «Something Just Like This», su colaboración de EDM con The Chainsmokers y la producción de Brian Eno en «Aliens». Mientras tanto, temas como «All I Can Think About Is You» y «Hypnotised» mezclaron el estilo pop recién descubierto de Coldplay con sus raíces de rock alternativo, estableciendo la plantilla para Everyday Life (2019), que vio un regreso a la experimentación y sonidos orgánicos de Viva la Vida o Death and All His Friends mientras que tiene nuevas influencias de góspel, blues y música clásica. Lanzada como sencillo principal junto con «Orphans», la canción «Arabesque» se inspiró en el jazz fusión y el afrobeat. La banda continuó con sus temas líricos de positividad, igualdad, esperanza, legado y humanidad, pero agregó pérdida, dolor y comentarios sobre temas políticos y sociales como el racismo, la brutalidad policial, el control de armas y la crisis de refugiados, siendo su primer álbum en presentar blasfemias.
Este enfoque multiestilo estuvo presente de manera similar en Music of the Spheres de 2021, aunque se inclinó hacia los sonidos pop. Según Martin, las imágenes de los planetas y el espacio son un lienzo para explorar la experiencia humana: «Es realmente otro registro sobre la vida como persona humana, pero dada esta libertad que surge cuando finges que se trata de otras criaturas en otros lugares». También se inspiró en la franquicia cinematográfica de Star Wars, que le hizo preguntarse cómo podrían ser otros artistas en todo el universo después de ver actuar a la banda ficticia de la cantina Mos Eisley. Champion agregó además que si bien Everyday Life se trataba de «hacer que las grandes preguntas sean personales», este álbum toma «lo personal» y lo convierte «en grandes preguntas». Se notaron nuevas influencias musicales en «Human Heart» y «Coloratura»; la primera es una colaboración a capela con el dúo de R&B We Are King y Jacob Collier, mientras que la segunda es una balada de rock progresivo que dura 10 minutos y 18 segundos, lo que la convierte en la canción más larga que ha lanzado la banda. La frase «Everyone is an alien somewhere» se utilizó con frecuencia para promover el proyecto, Champion afirmó que su objetivo es hacer que la gente mire lo que los une en lugar de lo que los separa, ya que «desde la perspectiva de otro planeta, seríamos los extraterrestres».

### Influencias

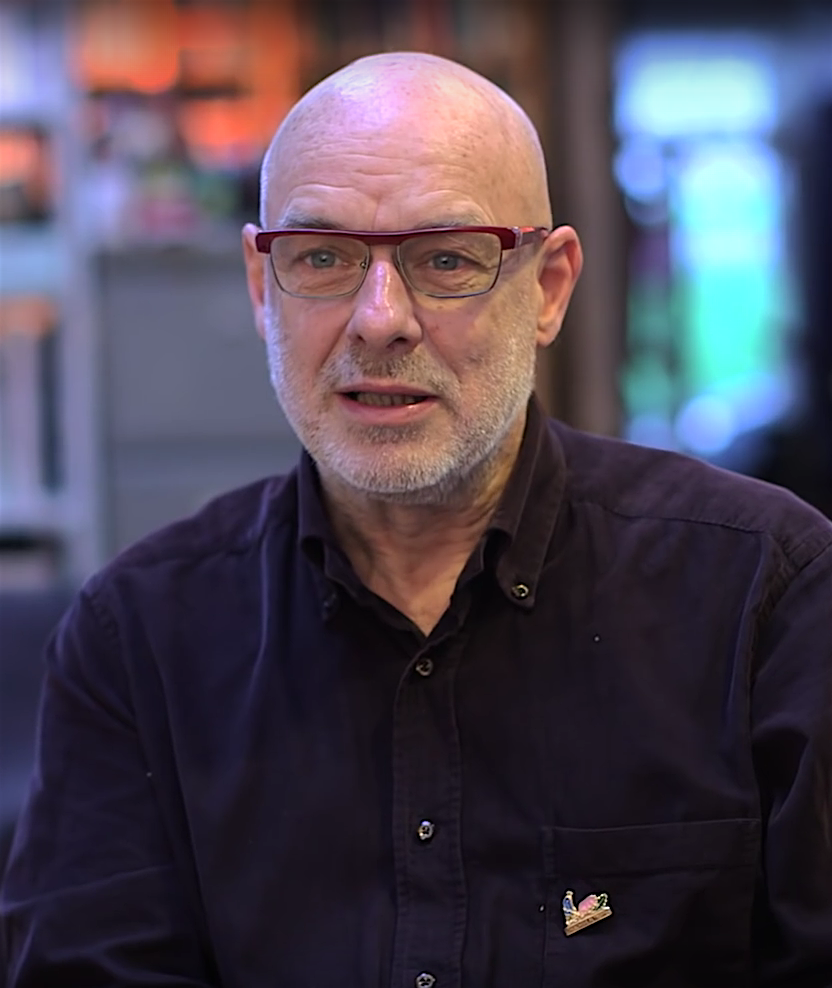
Brian Eno influyó en el sonido ambient y electrónico de Coldplay

La música de Coldplay ha sido comparada con A-ha, U2, Oasis, R.E.M. y Radiohead. También reconocen a la banda escocesa Travis y al cantante estadounidense Jeff Buckley como influencias importantes en su material inicial, que fue producido principalmente por Ken Nelson. Se sabe que Martin es fanático de Bruce Springsteen, mencionó «pasar tres años tratando de sonar como Eddie Vedder» antes de Buckley, y comentó que escuchó muchos himnos cuando era joven debido a su educación religiosa. Durante una entrevista de 2021, citó al cantautor belga Stromae como otra influencia y señaló que «él es uno de nuestros héroes, ya sabes, es una de esas personas que viene y te inspira completamente de nuevo».
Buckland, por otro lado, afirmó que The Stone Roses fueron una de las razones por las que aprendió a tocar la guitarra. En 2020, compartió en las listas de reproducción de las redes sociales algunas de sus canciones y artistas favoritos de cada década, incluidos The Velvet Underground, Carole King, Joy Division, Talking Heads, Kate Bush, Donna Summer, Björk, Beastie Boys y muchos otros. Dijo durante una entrevista al año siguiente que su canción favorita de todos los tiempos es «Teardrop» de Massive Attack. Mientras tanto, se sabe que Berryman se inspira en artistas como James Brown, Marvin Gaye, Kool & the Gang y The Funk Brothers. Agregó además que su gusto musical es «difícil de resumir», pero «no podría vivir sin The Beatles o Motown». En cuanto a Champion, comentó que saber tocar el violín y el piano desde que tenía ocho años le dio una perspectiva diferente sobre la batería, que solo aprendió a tocar después de unirse a la banda. Durante su juventud, escuchó a Bob Dylan, Tom Waits, Nick Cave y música folclórica tradicional irlandesa. Ha nombrado a Ginger Baker, Dave Grohl y John Bonham como algunos de sus bateristas favoritos.
Para A Rush of Blood to the Head (2002), se inspiraron en Echo & the Bunnymen, George Harrison, y Muse. Su tercer álbum de estudio, X&Y (2005), estuvo particularmente influenciado por Kraftwerk, Depeche Mode y Johnny Cash. La canción «'Til Kingdom Come» se escribió originalmente como una colaboración con este último antes de morir. Además de Nelson, la banda también comenzó a trabajar con Danton Supple para el disco. En Viva la Vida or Death and All His Friends de 2008, el estilo de Coldplay se movía hacia el art rock, inspirándose en My Bloody Valentine, Blur y Arcade Fire. Después de asociarse con Brian Eno y Jon Hopkins, comenzaron a incorporar elementos de música ambient y electrónica en sus composiciones. Los dos productores regresaron en Mylo Xyloto (2011), aunque el primero tuvo un papel más directo al ayudar a escribir las canciones.
En 2014, Ghost Stories vio al grupo colaborar con Paul Epworth. Los productores Tim Bergling y Madeon también participaron, lo que resultó en que algunas pistas tuvieran un «sabor más bailable», especialmente el sencillo «A Sky Full of Stars». Lanzado en 2015, A Head Full of Dreams contó con el dúo de productores y compositores Stargate. Otros socios de mucho tiempo incluyen a Davide Rossi, Bill Rakho, Rik Simpson y Dan Green. Los últimos tres se conocen como «The Dream Team» en Everyday Life (2019) y los cuatro han estado trabajando con la banda desde Viva la Vida o Death and All His Friends. Para su noveno álbum, Music of the Spheres (2021), Coldplay invitó a Max Martin. La canción «People of the Pride» tiene una introducción inspirada en una de las actuaciones de Beyoncé en el Global Citizen Festival, mientras que «Coloratura» generó comparaciones con Pink Floyd.

### Presentaciones en vivo

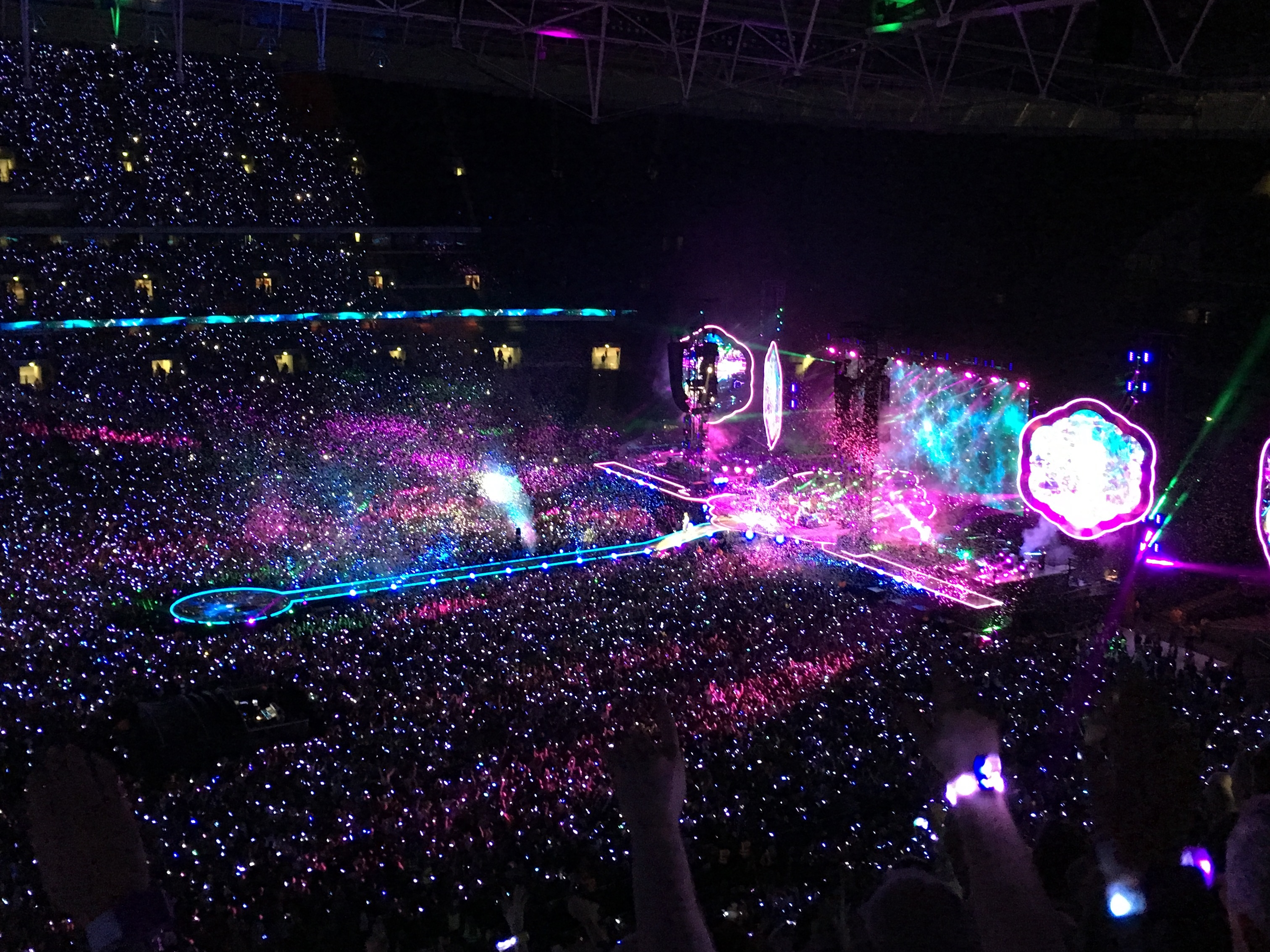
Coldplay en el estadio de Wembley durante la gira A Head Full of Dreams Tour en 2016. La banda también tuvo un escenario adicional más pequeño donde tocaron un set acústico

Se sabe que Coldplay «se asegura de que cada gira sea su propio espectáculo deslumbrante e iluminado», con sus espectáculos visuales que utilizan láseres, fuegos artificiales, cañones de confeti y pulseras LED interactivas. Este último se considera una pieza emblemática de sus actuaciones, ya que a la banda se le atribuye la popularización de su uso. Al revisar Live in Buenos Aires (2018), Sam Sodomsky de Pitchfork afirmó que «presenta un sólido argumento a favor del legado de uno de los actos en vivo más perdurables del siglo XXI», una perspectiva de la que se hizo eco Alexis Petridis de The Guardian después de describir las listas de canciones de la banda como «un recordatorio alcista de cómo [ellos] se volvieron, y luego se mantuvieron, enormes». Ambos críticos también comentaron cómo Martin a menudo interactúa con el público entre la interpretación de cada canción.
Para Ghost Stories Tour, sin embargo, realizaron presentaciones íntimas en lugares como el Royal Albert Hall y el Beacon Theatre. Los conciertos hicieron uso de nuevas características que incluyen un arpa láser y el reactable. Se adoptó un enfoque similar para Everyday Life (2019) sobre sus preocupaciones ambientales, con la banda tocando pequeños espectáculos para caridad y una transmisión especial en vivo en la Ciudadela de Amán en Jordania. Al revisar este último, Dan Stubbs de NME concluyó que «en el escenario es donde Coldplay cobra vida y donde tienen más sentido». En 2022, Champion dijo que los Flaming Lips fueron fundamentales para dar forma a su idea de lo entretenido que puede ser un concierto, ya que las giras de la banda estadounidense tienen «una sensación de asombro y diversión a la que realmente respondemos».

### Moda y estética
Si bien los miembros de la banda se visten de manera informal en su vida personal, han adoptado múltiples estilos e imágenes para la promoción de cada álbum. James Hall, de The Telegraph, describió los años iniciales de Coldplay, Parachutes (2000) y A Rush of Blood to the Head (2002) como «chicos indie flacos». También se vio a Martin vistiendo camisetas de Make Trade Fair y tenía varias versiones del logotipo de la institución escrito en el dorso de su mano. En la campaña de marketing de X&Y (2005), que presentaba una representación del código Baudot en su obra de arte, el grupo vestía camisas, chaquetas, trajes y pantalones negros, acompañados de zapatos blancos. Después de ser cuestionado al respecto, el cantante comentó que había una «gran seguridad al mirar a [Buckland] y ver que está usando zapatos del mismo color que yo. Supongo que es la misma razón por la que el ejército usa uniforme, para que sientas parte de un clan. Y cuando todos estamos vestidos de esa manera, siento que [todo] está bien, porque soy parte de este equipo».
Desde 2007, la banda ha estado trabajando con la estilista Beth Fenton en cada proyecto para hacer que la ropa «se ajuste al universo o la historia» que se cuenta. La conocieron a través de Stella McCartney y Sara Jowett, quienes también ayudaron a Coldplay a crear uniformes pintados a mano y de «fuente antigua» para Viva la Vida or Death and All His Friends (2008). Las inspiraciones incluyeron al Sgt. Pepper's Lonely Hearts Club Band (1967) de The Beatles y chaquetas militares usadas por los ejércitos de la Revolución Francesa. La pieza que usó Martin en el estadio de Wembley en 2009 también se agregó a la colección permanente del Museo V&A. Durante las sesiones de grabación de Mylo Xyloto (2011), la banda se inspiró en el grafiti y diseñó instrumentos, cubrió obras de arte y escenarios con el artista callejero Paris. Por el contrario, los grabados melancólicos de Mila Fürstová fueron ampliamente adoptados para Ghost Stories (2014). Motivos míticos y naturales sirvieron como impulso creativo. Volvieron los atuendos no personalizados, pero se dio prioridad a los tonos más oscuros.
Alrededor del mismo período, Martin comenzó a usar botones de Love Button Global Movement, que se convirtió en su accesorio característico. La organización se centra en transformar el mundo a través de «actos de bondad» individuales y colaborativos. La ropa hecha para A Head Full of Dreams (2015) luego incluía detalles basados en imágenes de teñido anudado y caleidoscopio que recordaban la década de 1970. La chaqueta y las camisas de Berryman usadas por Buckland y Champion también tenían la flor de la vida como referencia en la portada del álbum, mientras que Martin llamó la atención de los medios por usar Air Jordans hechos a medida. Además, los instrumentos estaban decorados con pegatinas, algunas de las cuales mostraban los nombres de los hijos de la banda. En 2016, Fenton afirmó que las piezas de Coldplay normalmente provienen de Rag & Bone y Levi's. Tres años más tarde, una fotografía del bisabuelo de Buckland generó las imágenes anticuadas de Everyday Life (2019), caracterizada como «una banda de jazz de 1919 teñida de sepia». También se hicieron prominentes guiños al mundo árabe. Para promocionar Music of the Spheres (2021), incorporaron un toque «cósmico» a todos los artículos y sesiones de fotos. Además, las piezas de vestuario fueron proporcionadas por Applied Art Forms, una marca de moda que Berryman fundó el año anterior. Trabaja como su diseñador y se inspira en la ropa utilitaria, de trabajo y militar.

## Imagen pública
Coldplay se considera íconos polarizantes del pop rock, habiendo recibido tanto elogios como críticas de los críticos musicales y del público. Mantienen una relación cercana con los fanáticos a través de videos, cartas e interacciones en las redes sociales, convirtiéndose en la tercera y sexta banda con más seguidores en el mundo en Twitter e Instagram, respectivamente. También se sabe que se burlan de los próximos lanzamientos al difundir huevos de Pascua y pistas en todo el mundo. En una encuesta publicada por el Daily Mirror que enumeraba a los artistas más populares e impopulares del Reino Unido, Coldplay se encontraba entre los 20 actos más votados en ambas listas, las únicas otras bandas con la misma distinción eran ABBA y U2. En julio de 2000, Alan McGee describió sus canciones como «música para mojar la cama», comentario por el que luego se disculpó en 2020 y agregó que «no me gusta su música, pero no creo que sean tan malos». Buckland respondió en ese momento diciendo: «Estamos tratando de ser quienes somos, ¿sabes? Pretender estar “un poco enojado” sería triste».
Jon Pareles de The New York Times nombró a Coldplay como «la banda más insufrible de la década», definiendo a X&Y (2005) como «impecable hasta el extremo, con pistas instrumentales purgadas de cualquier atisbo de fragilidad humana». En 2015, Carl Williott de Idolator lo comparó con las obras de Phil Collins y señaló que «tal perfeccionismo siempre se consideró cursi en su época», pero tuvo prestigio en épocas posteriores «porque los valores de producción, la composición de las canciones y el puro talento resistieron la prueba del tiempo». También fueron acusados de «apegarse a una fórmula», a lo que algunos críticos han argumentado que, aunque Coldplay «nunca rompe totalmente con las convenciones de un género», «viajan» entre ellos. Además, mientras escribía para The Guardian, Ben Beaumont-Thomas afirmó que «desde álbumes que abarcan géneros hasta colaborar con Brian Eno y Beyoncé, son mucho más radicales de lo que la gente cree», un sentimiento del que se hizo eco Charlotte Krol de NME mientras reseña Everyday Life (2019).
Steven Hyden de Uproxx declaró que Coldplay «siempre será un objetivo irresistible para cierto tipo de persona» porque «representan el pop rock convencional más que cualquier otro acto de los últimos veinte años», y agregó que «las bandas convencionales son las entidades musicales más fáciles de burlar» y cómo «se presume que no hay nada que “conseguir” con esta banda», pero «si eso fuera cierto, no estarían tan polarizados». De manera similar, The Independent comentó que «a menudo son positivos, claramente no controvertidos e inofensivos», mientras que «en el mundo moderno —especialmente en línea—, si no estás causando indignación, es mejor que no existas». En un editorial especial llamado «25 canciones que nos dicen a dónde va la música», The New York Times seleccionó «Hymn for the Weekend» y concluyó que la «marca pop de pantalla ancha de Coldplay atrae desprecios fáciles» como «sin bordes» y «cursi», pero «al igual que Phil Collins, Michael McDonald, ABBA o cualquier número de artistas desesperadamente “poco modernos”, su imagen se evaporará mientras sus canciones resistirán los años», ya que la banda «está construida para resistir».

## Reconocimientos y logros
Coldplay es el acto musical mas exitoso del siglo XXI. Con más de 100 millones de álbumes vendidos en todo el mundo, es uno de los grupos con más ventas de todos los tiempos. Parachutes (2000), A Rush of Blood to the Head (2002) y X&Y (2005) se han incluido entre los 50 álbumes más vendidos de la historia del Reino Unido, marcando la mayor cantidad de apariciones de un grupo en el ranking. Este último fue el tercer disco de ventas más rápidas en el país desde su lanzamiento. En 2008, «Viva la Vida» se convirtió en la primera canción de un grupo británico en encabezar la UK Singles Chart y Billboard Hot 100 desde «Wannabe» de las Spice Girls. Su álbum principal, Viva la Vida or Death and All His Friends, fue el más vendido de la década en formatos de descarga digital. En 2013, Forbes nombró a Coldplay como las celebridades británicas más influyentes del mundo. Al año siguiente, se convirtieron en la primera banda de la historia en superar los mil millones de reproducciones en Spotify. Su presentación en el espectáculo de medio tiempo del Super Bowl 50 en 2016 ganó la audiencia más grande para un grupo y un acto masculino, y el impacto del evento los convirtió en la banda más buscada en Google del año. En noviembre de 2017, terminaron la gira A Head Full of Dreams Tour, que actualmente es la séptima gira con mayor recaudación de todos los tiempos. Coldplay luego encabezó el Festival de Glastonbury por quinta vez en 2021, lo que extendió un récord. Durante el mismo año, «My Universe» se convirtió en la primera canción de un grupo británico en debutar en el número uno en Billboard Hot 100. En 2022, su gira bruta superó los US$1 mil millones de 12 millones de boletos vendidos en 456 espectáculos informados, lo que los convierte en la quinta banda en la historia en lograr la hazaña, después de Bon Jovi, Eagles, The Rolling Stones y U2.
La banda también ha recibido numerosos elogios a lo largo de su carrera, convirtiéndose en el grupo más premiado y nominado de todos los tiempos en los Brit Awards —nueve victorias de 30 nominaciones—. Son el primer acto en la historia en ganar el premio a Álbum Británico del Año tres veces y Grupo Británico cuatro veces, obteniendo la mayor cantidad de nominaciones para ambas categorías. Coldplay también ganó siete premios Grammy de 39 nominaciones, recibiendo Canción del año y Grabación del año una vez, mientras que fue nominado para la categoría Álbum del año tres veces. En enero de 2009, recibieron un Premio de Honor NRJ en reconocimiento a los logros e impacto de su carrera. Luego, la banda fue nombrada Compositores del año en los premios ASCAP London Music Awards al año siguiente, habiendo recibido previamente el mismo honor de los premios Ivor Novello en 2003. Su sencillo «Atlas», que se lanzó como parte de la banda sonora de The Hunger Games: Catching Fire (2013), fue nominado para los 19th Critics' Choice Awards y preseleccionado en los 87th Academy Awards. En 2014, Coldplay fue clasificado como el sexto grupo más premiado de todos los tiempos por Fuse. Dos años más tarde, la banda fue elegida para el premio Godlike Genius de los premios NME, que honra las «carreras de íconos de la música que han sido pioneros en la industria». Han ganado dos American Music Awards, siete Billboard Music Awards, siete MTV Video Music Awards, tres Juno Awards, dos premios de plata en el Festival Internacional de Creatividad Cannes Lions y establecieron 10 Guinness World Records, actualmente con seis de ellos. En mayo de 2022, se informó que la riqueza combinada estimada de la banda —sin Harvey— superó los 471 millones de libras esterlinas.

## Legado

### Impacto cultural
Según Steve Baltin de Forbes, Coldplay se ha convertido en el estándar de la escena musical alternativa actual y «a través de una interpretación constante y un trabajo aventurero» continúa creciendo «hasta convertirse en una de las mejores bandas en vivo de toda la música». Escribiendo para Afisha, Sergey Stepanov afirmó que heredaron la capacidad de U2 para «hacer que el rock alternativo sea la corriente principal» y son «los Beatles del siglo XXI» en términos de «habilidades para hacer éxitos y peso potencial». En la reseña del vigésimo aniversario de Parachutes (2000) de la Academia de Grabación, Jon O'Brien comentó que el álbum «marcó el comienzo de una nueva ola de bandas de guitarras de modales suaves» y «ayudó a abrir las compuertas para aquellos que no estaban suscritos a la forma de pensar de rock n' roll», impactando el trabajo de grupos como Fray, Snow Patrol y OneRepublic también. Su exitoso sencillo, «Yellow», es considerado uno de los mejores temas de la década del 2000 por Pitchfork y pasó a formar parte de la exposición «Songs That Shaped Rock and Roll» del Salón de la Fama del Rock and Roll por ser una de los más exitosas e importantes grabaciones en la industria de la música. Al hablar sobre eventos clave en la historia del rock, The Guardian comentó que Coldplay marcó la dirección del género en los próximos años con la canción y trajo un «timbre fresco de composición: melancolía anhelante, animada por una sensación de elevación». Las publicaciones también han atribuido el título de «Banda más grande del mundo» a Coldplay, describiéndolo a menudo como heredado de U2.
Su segundo álbum, A Rush of Blood to the Head (2002), fue elegido por Royal Mail para una serie de sellos que celebraban las portadas de álbumes británicos clásicos de los últimos 40 años, también clasificado como uno de los mejores álbumes. de todos los tiempos por el Salón de la Fama del Rock and Roll, NME, y Rolling Stone. Esta última revista colocó a «Clocks» y «Fix You» en los puestos 490 y 392, respectivamente, de su lista de «Las 500 mejores canciones de todos los tiempos». En 2010, Coldplay se incluyó en el especial «100 mejores artistas de todos los tiempos» de VH1, que reconocía a los artistas musicales según una encuesta de expertos de la industria musical. El año siguiente, la banda lanzó Mylo Xyloto, que se agregó al editorial de Q «Los mejores álbumes de los últimos 30 años». De manera similar, Rolling Stone clasificó a «Every Teardrop Is a Waterfall» entre las mejores pistas de la década de 2010, mientras que «A Sky Full of Stars» fue nombrada una de las canciones de rock alternativo definitorias del período por iHeartRadio. A la banda se le atribuye el impulso de las exportaciones globales de música británica por parte de la Industria Fonográfica Británica —BPI— junto con Adele y Ed Sheeran, siendo 2016 y 2020 los años de contribución más notable.
Mientras tanto, Lakshmi Govindrajan Javeri de Firstpost afirmó que Coldplay ha «dominado el arte de la reinvención» y, en consecuencia, amplió «la lista de artistas inspirados en ellos», lo que resultó en la creación de «un rico legado multigénero». Además, se les considera una de las bandas más influyentes del siglo XXI, impactando el trabajo de artistas como Imagine Dragons, Halsey, The Killers, Avril Lavigne, Dua Lipa, Bruno Mars, Rammstein, Ed Sheeran, Harry Styles, Kanye West, y muchos otros. En 2014, Bono comentó que estaban entre los principales influencias para el decimotercer álbum de U2, Songs of Innocence. El productor y arreglista sueco Mattias Bylund explicó que hizo «acordes rítmicos tipo Coldplay» para «Wildest Dreams» de Taylor Swift. El músico estadounidense Finneas O'Connell citó a la banda como inspiración tanto para su carrera como para la producción del álbum debut de Billie Eilish, When We All Fall Asleep, Where Do We Go? (2019). El director musical de Corea del Sur, Lee Ji-soo, afirmó que «Life in Technicolor II» fue una de las canciones que tuvo un impacto en la banda sonora de In Our Prime (2022). Escribiendo para G1, Carol Prado mencionó que ayudaron a remodelar la música sertaneja en Brasil, dado que varios actos notables del género —incluidos Luan Santana y Victor & Leo— se inspiraron en el uso de la banda de «sílabas alargadas» y melodías que lentamente «construyen hasta coros fuertes». Su música ha sido usada en numerosas ocasiones, incluso por Drake, Lizzo, Frank Ocean, y Chance the Rapper, mientras que también ha sido versionada por cantantes como Kelly Clarkson, Echosmith, Kacey Musgraves, Rosé, y Sam Smith. En 2018, la actriz inglesa Jodie Whittaker reveló que su disfraz para el Decimotercer Doctor estaba parcialmente inspirado en las portadas de los álbumes de la banda.

### Influencia en el entretenimiento en vivo
Felipe Branco Cruz de Veja afirmó que Coldplay «reinventó el concepto de arena rock», ya que sus presentaciones en vivo convirtieron a los fanáticos en protagonistas del espectáculo en lugar de meros espectadores, continuando con el legado de espectáculos «que trascienden la música» que fue establecido por grupos como Pink Floyd, Queen y U2. A la banda también se le atribuye ampliamente la popularización del uso de pulseras led interactivas en conciertos. Los actos que siguieron su tendencia incluyen a Lady Gaga, Taylor Swift, OneRepublic, The Weeknd, y Jay-Z. Jason Regler, el creador del producto, dijo que su idea fue concebida durante una presentación de Coldplay. Según Didier Zacharie de Le Soir, el plan ecológico propuesto por la gira mundial Music of the Spheres World Tour (2022-23) no tenía «precedentes» para una gira por estadios, lo que llevó a la banda a ser acreditada con «establecer los planos» para giras respetuosas con el medio ambiente. En 2022, Lucy August-Perna de Live Nation comentó que ayudaron a desarrollar aún más el marco que la compañía había estado desarrollando durante los cinco años anteriores y que sus mejores prácticas y planes se estandarizarán para «brindar opciones de gira sostenibles» para más artistas. Uproxx y Billboard reconocieron el impacto de Coldplay en Happier Than Ever, The World Tour de Billie Eilish y Wonder: The World Tour de Shawn Mendes, respectivamente. Su trabajo en asociación con John Wiseman —de Worldwide Sales— y Frederic Opsomer —de PRG Projects— para los elementos led del escenario resultó en la creación de productos «que nunca antes existieron», como orbes tridimensionales inflables que redujeron «drásticamente» el espacio necesario para almacenar y transportar modelos regulares. Opsomer también dijo que la tecnología personalizada desarrollada para la gira se convertirá en «un lugar común en unos pocos años» en la industria del entretenimiento en vivo, y agradeció a la banda por «tener la visión y la columna vertebral» del esfuerzo.

## Otras actividades

### Filantropía
Coldplay dona el 10 por ciento de todas sus ganancias a organizaciones benéficas. El fondo se mantiene en una cuenta bancaria a la que ninguno de los miembros puede acceder. Actualmente, la banda respalda a más de treinta organizaciones, incluidas Amnistía Internacional, Migrant Offshore Aid Station y Global Citizen Festival. Han hablado sobre el comercio justo, apoyando la campaña Make Trade Fair de Oxfam al recolectar más de 70 000 firmas para su petición «Big Noise» en A Rush of Blood to the Head Tour y Twisted Logic Tour. En 2005, se asociaron con el movimiento Make Poverty History y aparecieron en sus campañas. Coldplay también subastó muchos recuerdos significativos en 2009 para Kids Company, incluida la primera guitarra de Martin, el globo terráqueo de la portada del álbum Parachutes (2000) y los disfraces usados durante la gira Viva la Vida. Al año siguiente, se convirtieron en patrocinadores de ClientEarth.

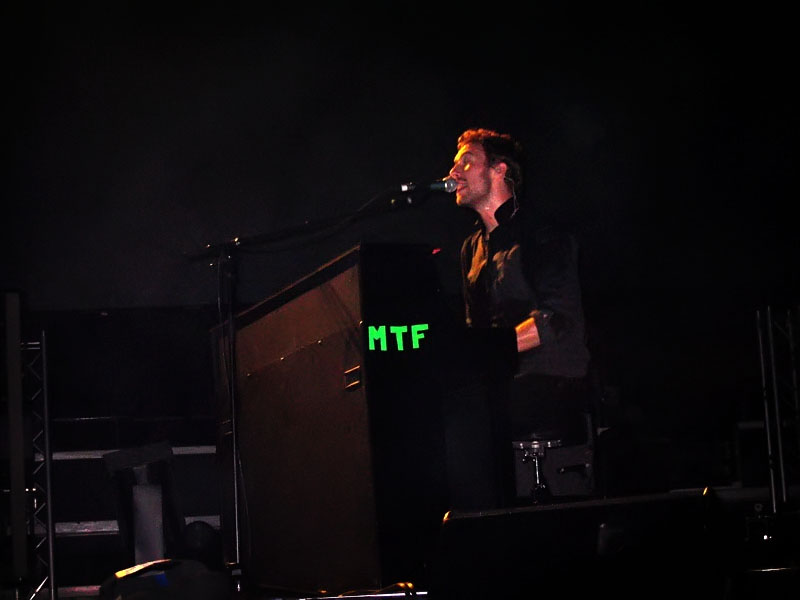
Make Trade Fair, abreviado como MTF, mostrado en el piano de Martin

La banda interpretó una versión ligeramente modificada de «A Message», titulada «A Message 2010», en el especial de televisión Hope For Haiti Now, recaudando dinero para las víctimas del terremoto de Haití de 2010. Berryman comentó que «puedes hacer que la gente tome conciencia de los problemas. No es mucho esfuerzo para nosotros, si puede ayudar a la gente, entonces queremos hacerlo». En 2012, Album Artists organizó una exposición compuesta por obras de arte de Mylo Xyloto (2011) en Camden, recaudó más de 610 000 libras esterlinas para Kids Company. Dos años más tarde, Martin se unió al grupo benéfico Band Aid por segunda vez, actuando junto a actos británicos e irlandeses en una nueva versión de «Do They Know It's Christmas?» que recaudó dinero para la crisis del ébola en África Occidental. En julio de 2017, la banda hizo una donación de valor no revelado para el Centro de Inmunología del Cáncer de la Universidad de Southampton, que es el primer centro del Reino Unido dedicado a la investigación de la inmunología del cáncer.
Coldplay también contribuyó al álbum Plastic Oceans de Artists' Project Earth, el disco fue lanzado el 20 de febrero de 2018 en la Ocean Plastics Crisis Summit de Londres, creando conciencia y recaudando fondos para contrarrestar la contaminación plástica. Bajo el seudónimo de Los Unidades, la banda puso a disposición Global Citizen – EP 1 el mismo año, y las regalías se dirigieron a los esfuerzos de educación y defensa de la organización para el fin de la pobreza extrema. En 2020, lanzaron un video musical para «Trouble In Town», inspirado en Animal Farm (1944) de George Orwell, y donaron todas las ganancias de la transmisión y publicación al Innocence Project y al African Children's Feeding Scheme. Coldplay también declaró su apoyo al proyecto The Ocean Cleanup, patrocinando dos embarcaciones que recolectan plástico de ríos contaminados antes de que llegue al mar en Malasia. Como parte de los esfuerzos de la banda para hacer que las giras sean más sostenibles, anunciaron una asociación con One Tree Planted, financiando un árbol por cada boleto vendido en Music of the Spheres World Tour a través de un acuerdo de reforestación global. Según un informe publicado por The Times, donaron más de £2,1 millones a causas ambientales a través de su Fundación J Van Mars durante 2021. En 2024, se reveló que el 10 % de las ganancias de sus actuaciones en el estadio de Wembley y Craven Park se donarán a Music Venue Trust el próximo año, ayudando a los lugares y artistas de base en el Reino Unido.

### Política y activismo
Martin, que vive en los Estados Unidos, se pronunció en contra de la invasión de Irak de 2003 liderada por el país junto con otras fuerzas militares durante un concierto de Teenage Cancer Trust en el Royal Albert Hall de Londres, alentando a la multitud del lugar a «cantar contra la guerra». También mostró su apoyo a los candidatos presidenciales demócratas John Kerry en 2004 y Barack Obama en 2008. Un año después, la banda comenzó a participar en Meat Free Mondays, una campaña de alimentos iniciada por Paul McCartney que intenta ayudar a frenar el cambio climático al tener al menos un día libre de carne a la semana. En 2011, Coldplay respaldó la canción «Freedom for Palestine» al publicar un enlace al video musical en sus redes sociales. Recibieron más de 12 000 comentarios en menos de un día, con fanáticos que estaban de acuerdo o en desacuerdo con el mensaje. Algunos amenazaron con boicotearlos y crearon un grupo que exigía una disculpa a Israel. Finalmente, la publicación se eliminó de sus páginas, sin embargo, Frank Barat de OneWorld declaró que Facebook la eliminó después de que «miles de personas y publicaciones generadas por computadora lo informaron como abusivo», en lugar de la gerencia de la banda.
Coldplay también ha abogado por la comunidad LGBTQ, lo que generó controversia con su actuación en el espectáculo de medio tiempo del Super Bowl 50. Los conservadores acusaron a la banda de promover la «agenda gay» en el último momento del programa, donde la audiencia volteó pancartas con los colores del arcoíris que decían «Believe in Love». También se encuentran entre los artistas que firmaron una carta pública de apoyo a la Ley de Igualdad en los Estados Unidos. En junio de 2016, Coldplay estuvo a favor de «Vote Remain» en el referéndum de membresía de la Unión Europea del Reino Unido. Tras el resultado del Brexit, en el que el 52 % del país votó por abandonar la Unión Europea a pesar de que la mayoría de los jóvenes votaron por quedarse, Martin comentó que «esta decisión no nos representa ni a la mayoría de nuestra generación ni a la generación que nos sigue». Un año después, actuaron en el concierto benéfico One Love Manchester de Ariana Grande, que se organizó en respuesta al atentado con bomba en el Manchester Arena y recaudó fondos para ayudar a las víctimas del ataque, así como a sus familias. Meses después, actuaron como invitados especiales en el Concierto para Charlottesville luego de los eventos del mitin Unite the Right. En noviembre de 2019, la banda lanzó Everyday Life, en el que expresaron de manera más prominente su postura contra el racismo, la brutalidad policial y la violencia armada. Dos años después, se encontraban entre los artistas que firmaron una carta pública avalando la Ley de Igualdad. En 2023 el Partido Islámico de Malasia intentó cancelar el concierto del grupo en el Estadio Nacional Bukit Jalil, ya que Martin a menudo ondea la bandera del arcoíris mientras actúa.

### Promociones
A pesar de su popularidad mundial, Coldplay se ha mantenido notoriamente protector de cómo aparece su material en los medios. La banda permite que las canciones se utilicen en películas y programas de televisión con regularidad, pero los comerciales se limitan a muy raras ocasiones. En 2002, se informó que rechazaron más de $85 millones en contratos de empresas como Gatorade, Diet Coke y Gap. Martin dijo: «No podríamos vivir con nosotros mismos si vendiésemos los significados de las canciones de esa manera». La primera vez que una de sus canciones se utilizó para anuncios fue con «Viva la Vida» en 2008, la banda firmó un contrato con Apple y promocionó la disponibilidad exclusiva del sencillo en iTunes. En 2010, Martin apareció en el evento de septiembre de la empresa. Después de la muerte de Steve Jobs, Coldplay interpretó cuatro pistas en el Apple Campus, agradeciendo póstumamente su apoyo.
Seis años después, participaron en un comercial de Target que promocionaba la exclusiva edición de lujo de Ghost Stories (2014). Mientras tanto, el video musical de «Adventure of a Lifetime», que fue dirigido por Mat Whitecross y grabado en The Imaginarium, tuvo una colocación de producto de Beats. A la compañía se le permitió usar algunas partes del video en sus comerciales como recompensa por cubrir el presupuesto. En 2018, el director Jon M. Chu reveló que envió una carta directamente a la banda exponiendo todas sus razones para obtener un permiso para usar «Yellow» en Crazy Rich Asians.
En 2021, Coldplay anunció una importante asociación con la multinacional alemana BMW como parte de sus esfuerzos para hacer que las giras sean lo más sostenibles posible. Comentaron que la tecnología de la empresa, que incluye las primeras baterías automotrices reciclables del mundo, puede alimentar actuaciones en vivo casi en su totalidad con energía renovable. Como parte del trato, la banda contribuyó a la comercialización de dos autos eléctricos de la empresa y permitió que se utilizara «Higher Power» en los anuncios. En 2022, DHL se convirtió en el socio de transporte de Coldplay para la gira mundial Music of the Spheres (2022-23) debido a la «experiencia y la inversión en logística sostenible» y soluciones de transporte de la empresa.

## Miembros
- Chris Martin – voz principal, teclados, piano, guitarra rítmica, armónica (1996-presente)
- Jonny Buckland – guitarra principal, coros, teclados (1996-presente)
- Will Champion – batería, coros, teclados, piano, percusión (1996-presente)
- Guy Berryman – bajo, coros, teclados, sintetizadores, percusión (1996-presente)
- Phil Harvey[a] – mánager (1998-2002), director creativo (2006-presente)

## Discografía
- 2000: Parachutes
- 2002: A Rush of Blood to the Head
- 2005: X&Y
- 2008: Viva la Vida or Death and All His Friends
- 2011: Mylo Xyloto
- 2014: Ghost Stories
- 2015: A Head Full of Dreams
- 2019: Everyday Life
- 2021: Music of the Spheres
- 2024: Moon Music

## Filmografía
- 2006: How We Saw the World
- 2011: American Express Unstaged
- 2018: Coldplay: A Head Full of Dreams
- 2019: Everyday Life – Live in Jordan
- 2020: Coldplay: Reimagined
- 2021: Live from Climate Pledge Arena
- 2022: Live Broadcast from Buenos Aires
- 2023: Live at River Plate

## Giras musicales
- Parachutes Tour (2000-2001)
- A Rush of Blood to the Head Tour (2002-2003)
- Twisted Logic Tour (2005-2007)
- Viva la Vida Tour (2008-2010)
- Mylo Xyloto Tour (2011-2012)
- A Head Full of Dreams Tour (2016-2018)
- Music of the Spheres World Tour (2021-2025)